# Прапор України
Держа́вний пра́пор Украї́ни — сучасний прапор України, стяг із двох рівновеликих горизонтальних смуг синього й жовтого кольорів. Співвідношення ширини прапора до його довжини 2:3.
Синій і жовтий (золотий) колір використовувалися на гербі Королівства Руського XIV століття. Вони також уживалися на гербах руських земель, князів, шляхти й міст середньовіччя й раннього нового часу.

Прапор України (1991—1992), пропорції 1:2

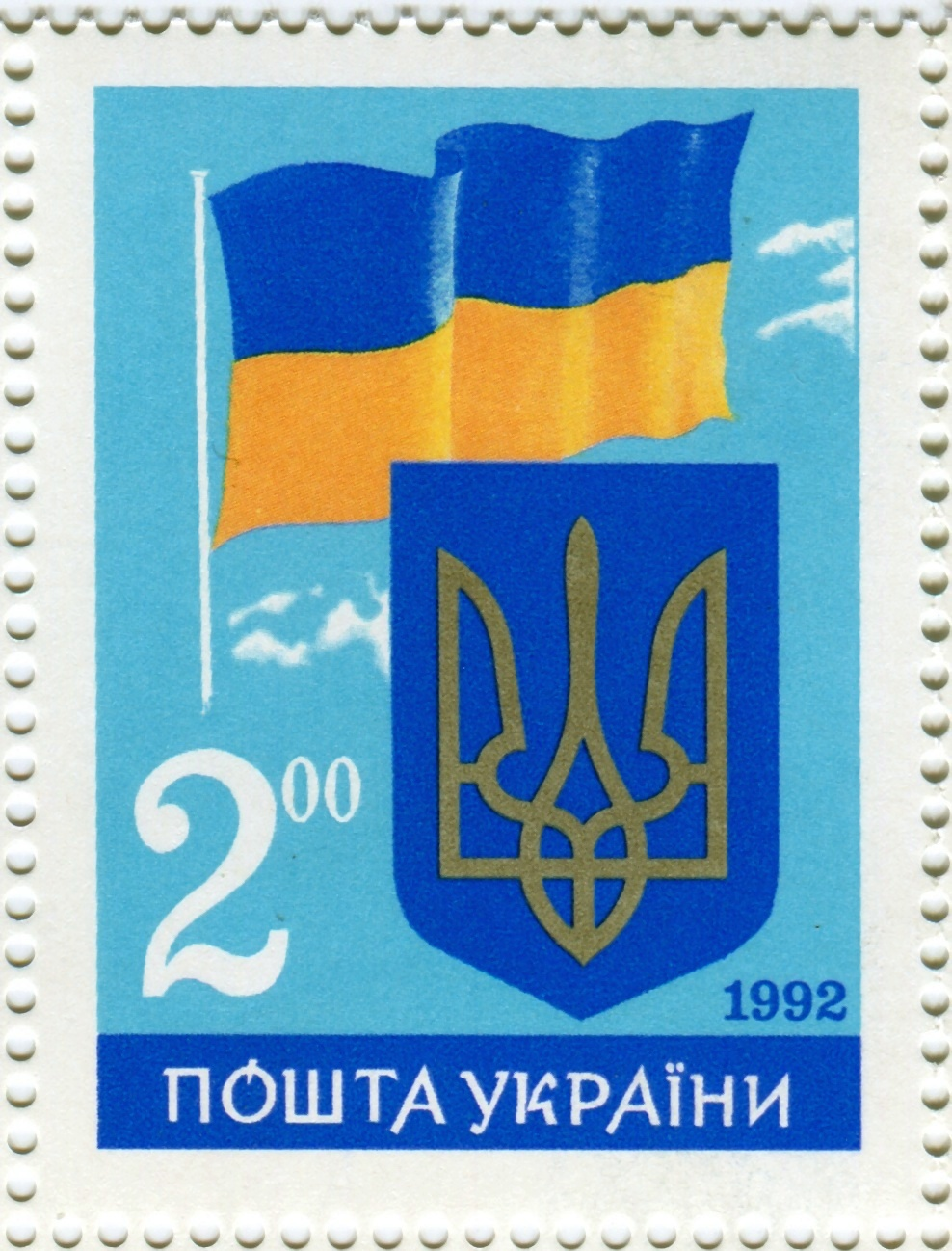
Марка Укрпошти «Перша річниця незалежності України. Державний Герб та Державний Прапор України». 1992 р.

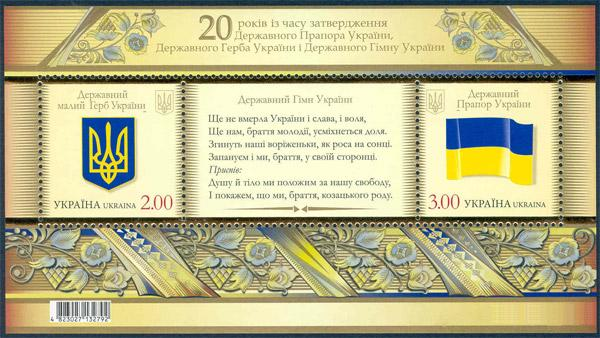
Зчіпка «20 років із часу затвердження Державного Прапора України, Державного Герба України і Державного Гімну України» із 2 марок: «Державний Прапор України», «Державний Герб України». 2012 р.

Починаючи з XVI століття козаки Війська Запорозького використовували в невеликій кількості прапори-хоругви синьо-жовтих барв, а вже з 1710-х років синьо-жовті козацькі прапори почали переважати серед козацьких хоругов, такі прапори часто виготовляли із синього полотнища з нашитим на ньому лицарем у золотих або червоних шатах і золотим орнаментом та арматурою.
Синьо-жовтий прапор із червоним хрестом посередині з'являється у 1803 році як прапор Чорноморського козацького війська.[джерело?]
Сучасний синьо-жовтий прапор був уперше публічно зафіксований 25 червня 1848 року у Львові, який русини Королівства Галичини й Володимирії вивісили над Львівською ратушею як національний прапор. Саме після цього випадку синьо-жовтий стяг набував усе більшої популярності в українців, а після Революції 1905 року його почали використовувати й у Наддніпрянській Україні. Існує версія що український прапор як і польський був подарований Габсбургами оскільки він ідентичний з прапором нижньої Австрії а польський з прапором верхньої Австрії.  
У 1917—1921 роках, під час Української революції, цей стяг був державним прапором Української Народної Республіки й Української Держави.
У 1938—1939 роках синьо-жовтий стяг був прапором Карпатської України, у 1941 році — Української Держави.
Надалі, за радянських часів синьо-жовтий стяг використовувався підпільно, його використання в СРСР каралося ув'язненням на два роки.
1991 року, після розпаду СРСР, цей прапор де-факто використовувався як державний стяг незалежної України. 18 вересня 1991 року Президія Верховної Ради України юридично закріпила за синьо-жовтим біколором статус офіційного прапора країни. 23 серпня в Україні щорічно святкують День Державного прапора.

## Стандартизація розміру й кольору
| Схема   | Синій                 | Жовтий                      |
| ------- | --------------------- | --------------------------- |
| Pantone | Pantone Coated 2935 C | Pantone Coated Yellow 012 C |
| Lab     | 34,02, −2,19, −64,19  | 85,29, 5,18, 109,8          |
| RAL     | 5005                  | 1023 Traffic yellow         |
| RGB     | 0, 87, 183            | 255, 215, 0                 |
| CMYK    | 100, 52, 0, 0         | 0, 2, 98, 0                 |
| HEX     | #0057b8               | #ffd700                     |
| Websafe | #0066cc               | #ffcc00                     |

Пропорції прапора

Сучасний державний прапор України повинен мати співвідношення висоти до ширини 2:3 і дві смуги однакової ширини. Прапори флоту мають подібне співвідношення розміру (2:3). При вертикальному розміщенні прапора першою (лівою для глядача) іде синя смуга, а потім жовта. Синій колір (а не блакитний) обрано передусім із практичних міркувань: блакитні прапори швидко вигорають на сонці

## Порядок смуг

Плакат 1917 р. «Своїй хаті своя правда і сила, і воля»

За поширеними легендами, прапором УНР ніби був жовто-блакитний стяг (жовта смуга зверху). Однак насправді протягом 1917 року в Україні порядок кольорів на прапорі не був остаточно усталений, хоча переважно використовували варіант із верхньою блакитною смугою, а з жовтою внизу. На початку 1918 року було затверджено низку морських і службових прапорів, на яких верхня смуга законодавчо фіксувалася як блакитна чи синя.

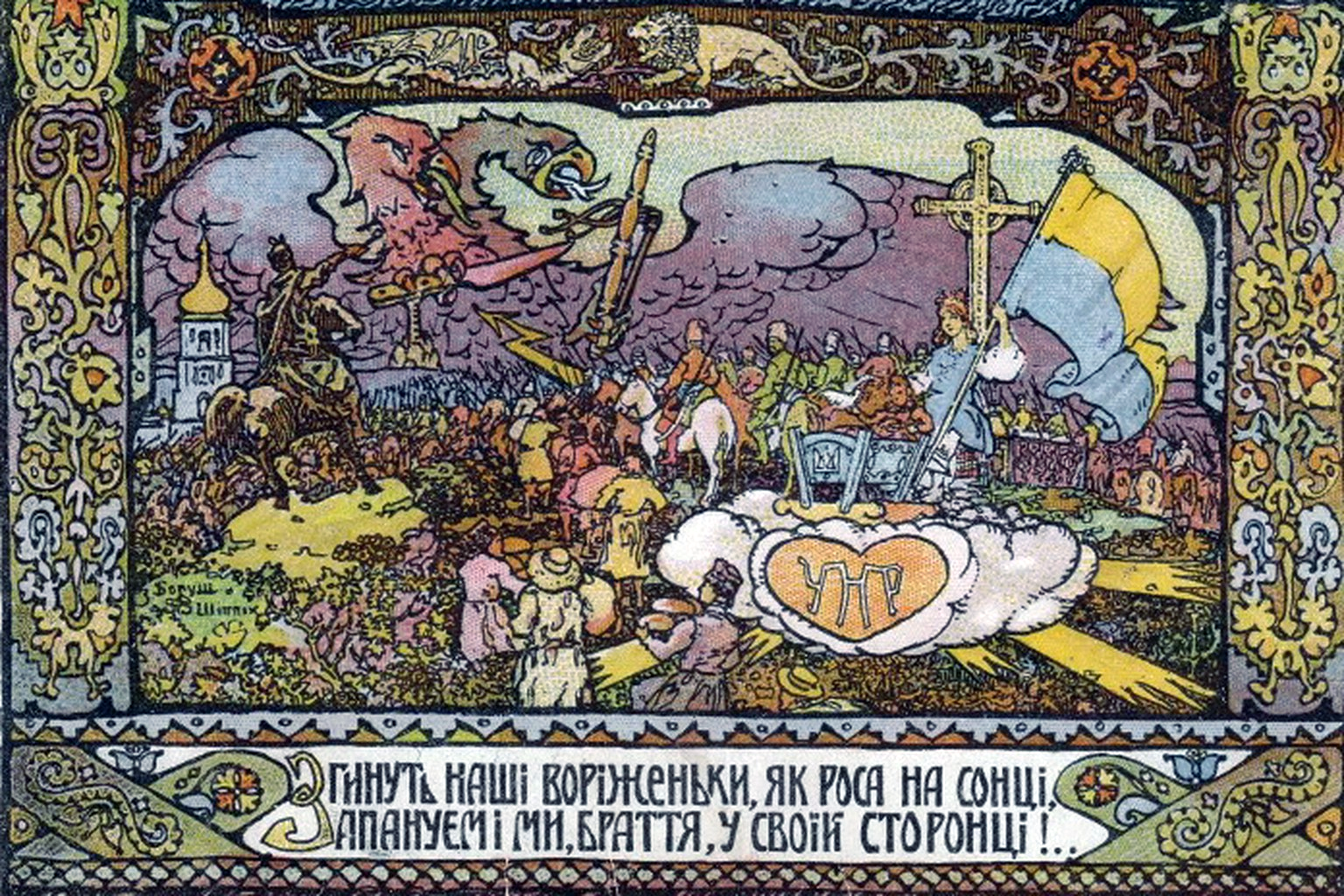
Жовто-блакитний прапор на плакаті УНР (1917)

За часів Гетьманату Павла Скоропадського 1918 року порядок кольорів не зазнав змін. Іноді помилково Скоропадському приписується «перевертання кольорів».
Аналогічний порядок прийняла й ЗУНР, проголошена в листопаді 1918 року, але верхня смуга визначалася як «синя», а не «блакитна».
Після повалення Гетьманату в грудні 1918 уряд УНР залишив прапор без змін, таким чином остаточно закріпивши теперішній порядок смуг. У 1920 верхню смугу, з огляду на низьку світлостійкість блакитного кольору, також почали вживати синьою.

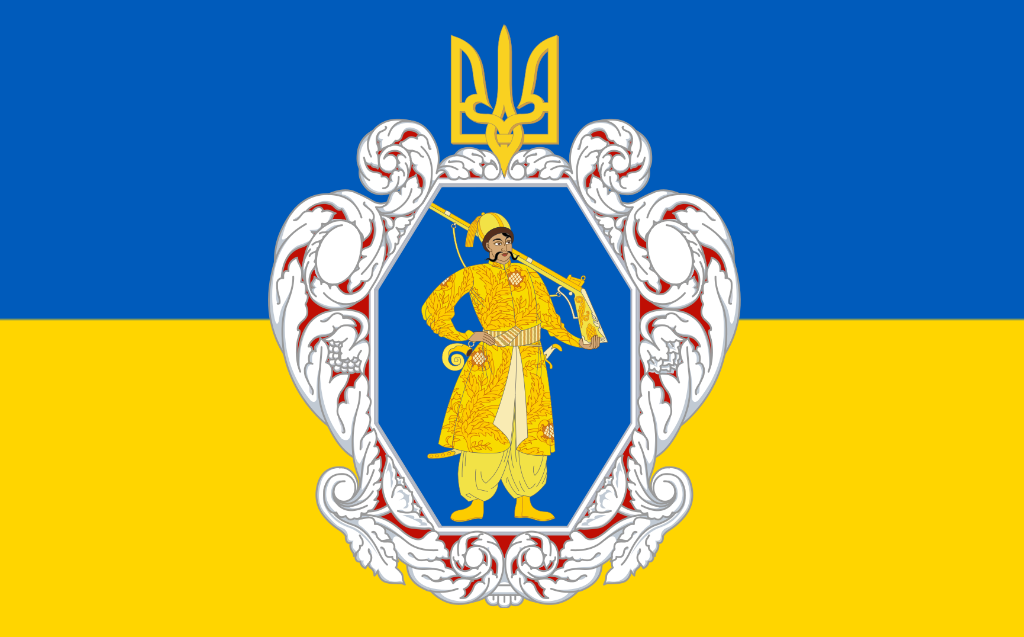
Проєкт прапора Української Держави з гербом (1918)

Після поразки українських визвольних змагань на Західній Україні певну плутанину спричинив своїми публікаціями Т. Скотинський, який наполягав на зміні порядку смуг, апелюючи до німецьких «геральдичних правил». Це спричинило непорозуміння між прихильниками синьо-жовтого й жовто-синього порядку поєднання кольорів, які закінчилися постановою Української Національної Ради від 27 червня 1949 року, яка відзначала, що до остаточного встановлення державних емблем незалежної влади в Україні національний прапор буде синьо-жовтий.
Карпатська Україна в березні 1939 року ухвалила такий же порядок смуг — синя над жовтою. Той самий порядок смуг був і на прапорі, який підняли у Львові 1941 року з ініціативи ОУН(б). Натомість протилежний порядок смуг використовували структури, ініційовані ОУН(м), у тому числі й адміністрація окупованих територій на сході, а також і Українське Визвольне Військо (УВВ).
Зрештою саме синьо-жовтий порядок закріпився як основний і саме його було офіційно ухвалено в незалежній Україні 28 січня 1992 року.
В Україні періодично порушують питання порядку кольорів на прапорі, закликаючи «перевернути» його (див. статтю Міфи про жовто-блакитний прапор України). Зокрема, ця тема набула відносно більшого поширення під час Євромайдану, коли деякі громадські організації та звичайні громадяни використовували саме жовто-сині прапори. Основними аргументами прихильників цієї ідеї є посилання на перший прапор УНР (як було сказано, протягом 1917 року порядок кольорів на прапорі не був усталений), на «геральдичні правила», а також езотеричні ідеї, які до становлення прапора не мають жодного стосунку. У відповідь на це в серпні 2014 року історики-дослідники цієї теми й низка інших науковців опублікували відкритого листа з осудом подібних дій, указавши їхню безпідставність і назвавши «провокаціями».

## Тлумачення
Кольори прапору походять від герба Галицько-Волинської держави.[джерело?].
Існує популярне тлумачення, за яким синій колір символізує небо (що збігається з традиційним тлумаченням геральдичних кольорів), а жовтий — пшеничне колосся. Саме таке пояснення й сприяло поширенню прапора в Наддніпрянщині на початку XX ст.[джерело?]

## Історія

### Київська Русь
Найдавніші українські прапорні полотнища були трикутно-клинової фон
Прапор Київської Русі це Український тризуб на синему фоні

### Галицько-Волинське князівство

Прапор Королівства Руського

#### Польсько-литовська доба
На зламі XIII—XIV століття з'явилися чотирикутні прапори з клиновими полотнищами на вільному кінці. Найбільш уживаними кольорами були червоний, далі білий, блакитний, зрідка жовтий. Були й кольорові сполучення. Найуживанішими прапорними зображеннями були хрести, небесні світила й княжо-родові тризуби-двозуби. Древка були завершені наконечниками. Прапор Руської землі (Київської держави) був переважно червоний із золотим тризубом-двозубом, того чи іншого великого князівства, а пізніше корогва Галицько-Волинського князівства — блакитна із золотим левом.
Прапор Великого князівства Литовського в XV столітті був червоний із золотим тризубоподібним родовим знаком Гедиміновичів, а з XV століття — червоний із зображенням білого лицаря на такому ж коні із золотою упряжкою, з мечем у правій руці й із блакитним щитом із подвійним золотим хрестом на лівому плечі.
1410 року руські війська брали участь у битві під Грюнвальдом на боці Королівства Польського і Великого князівства Литовського (ВКЛ) проти свого давнішнього союзника часів Галицько-Волинського князівства — Тевтонського ордену. Польський хроніст Ян Длугош залишив опис хоругов військ із руських земель, які з'явилися на рать із хрестоносцями.

Перемишильська земля
Руські землі ВКЛ
Руські землі ВКЛ
Холмська земля
Львівська земля
Подільська земля
Галицька земля

### Козацька доба

Прапор Гетьманщини

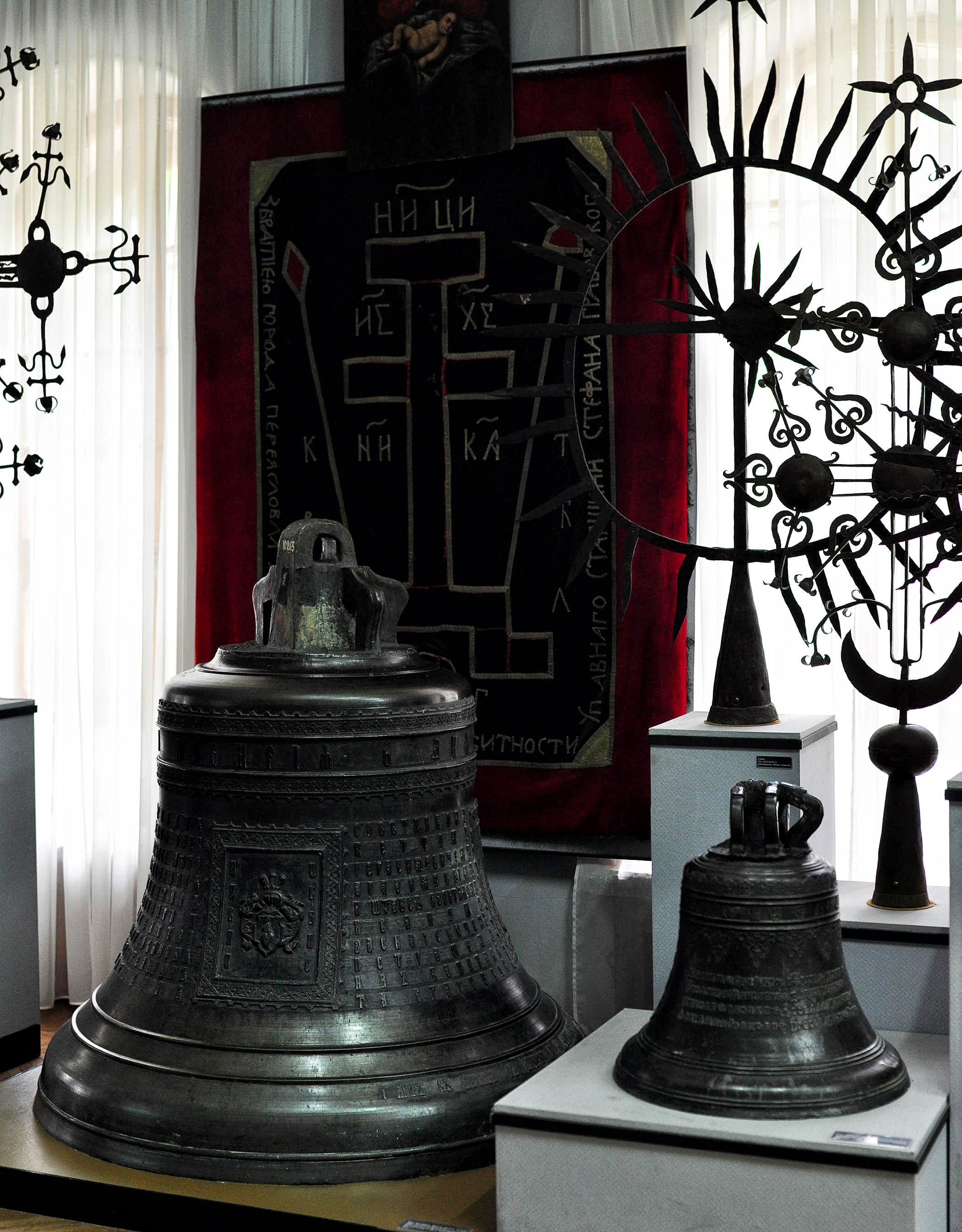
Козацький прапор

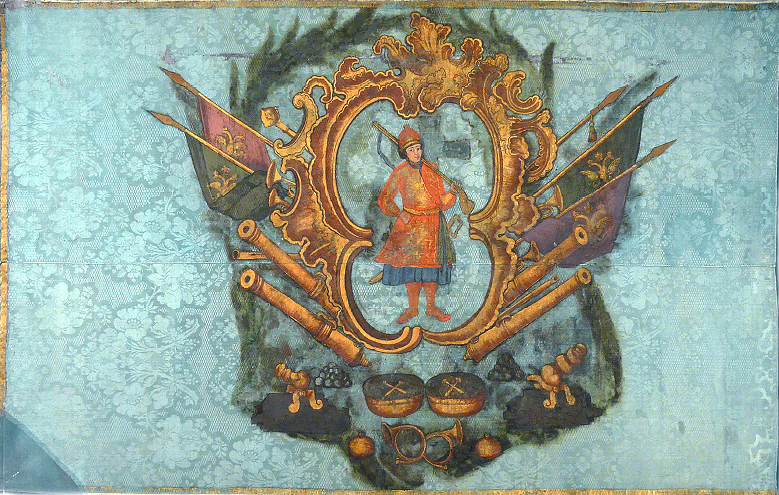
Прапор Сенчанської сотні Лубенського полку

За козацько-гетьманської доби з'являється новий характерний колір прапору, так званий малиновий (буро-червоний). Найчастіше вживані полотнища були прямокутними, або так звані скошені згори вниз або навпаки. Найвищими державними прапорними емблемами були дві гетьманські хоругви: перша — червона із зображенням білого Архістратига Михаїла й друга — із зображенням герба того чи іншого гетьмана. Завідував прапором генеральний хорунжий.
Особистий прапор Богдана Хмельницького був із традиційними козацькими символами — зірками й срібним хрестом над півмісяцем — символу перемоги християнства над ісламом, що використовувався у Європі від 1572 року опісля битви при Лепанто. На прапорі присутня абревіатура Б. ХГ. В. З. Е. К. МЛС. — Богдан Хмельницький, гетьман Війська Запорозького, його королівської милості.
Загальний військовий прапор Війська Запорозького часів Хмельниччини, що був дарований козакам королем Яном Казиміром, був червоного кольору з Архістратигом Михаїлом, що попирає списом змія з одного боку, і коронованим білим орлом із двома православними хрестами з другого.
Гетьманщина користувалась у XVII столітті різнокольоровими прапорами, однак переважав червоний колір. У XVIII столітті стали переважати блакитні полотнища із золотими чи жовтими зображеннями гербів і частково інші ознаки, як небесні світила, зброя, постаті святих Михаїла, Юрія та інші. Лицева сторона полкових і сотенних хоругов і знамен була національною емблемою із зображенням козака із самопалом у золотому чи жовтому щитовому полі, а зворотна — полковою чи сотенною емблемою відповідного кольору з установленим зображенням. Великий прапор Запорозької Січі був червоним. На лицевій стороні — білий Архістратиг Михаїл, а на зворотній — білий грецький хрест, оточений золотими сонцем, півмісяцем, зірками. Прапори куренів і паланок були переважно малинові із зображенням Архістратига Михаїла чи білого хреста й жовто-блакитні. Запорожжя дало також початок українському морському прапорництву. Хоругва для морських походів була біла із зображенням святого Миколи. Із занепадом Гетьманщини й приєднанням Центральної та Західної України до Росії та Австрії український прапор зник.

Корогва Хмельницького з архангелом Михаїлом
Прапор Хмельницького з символом надії
Козацькі прапори 1651 року
Велика корогва Війська Запорозького Низового
Прапор Чорноморського козацького війська 1803 року

Збереглося три гетьманські прапори: Богдана Хмельницького — у Стокгольмі (Військовий музей), Данила Апостола — у Москві (Збройова палата Московського Кремля) й Івана Мазепи — у Харкові (Харківський історичний музей). Прапор гетьмана Мазепи був пошитий із білої та жовтої шовкової тканини — камки — й пофарбований і позолочений з обох боків. У центрі полотнища зображений двоголовий орел із символами влади в кігтях і гербом на грудях: у щиті вершник, що списом б'є змія. Поруч намальовано три картуші з різними текстами. Посередині верхньої ділянки видніється напівпостать Ісуса Христа. Цей прапор почали виготовляти в 1686 році для гетьмана Івана Самойловича, але поки тривала робота, його було усунуто від влади, і в 1688 році штандарт передали гетьману Івану Мазепі.
Після ліквідації російською імператрицею Катериною II Війська Запорозького й Січі в 1775 році, із частини українських запорожців було утворено 1787 року Чорноморське козацьке військо, яке з 1860 року склало основу Кубанського козацтва. 27 лютого 1788 року ліквідаторка Січі жалувала чорноморцям двостороннє військове знамено з російським орлом і андріївською зіркою і 7 курінних значків. Пізніше, 24 лютого й 30 березня 1803 року, військо отримало від Олександра І 2 нових блакитно-помаранчевих знамена.

### Імперська доба

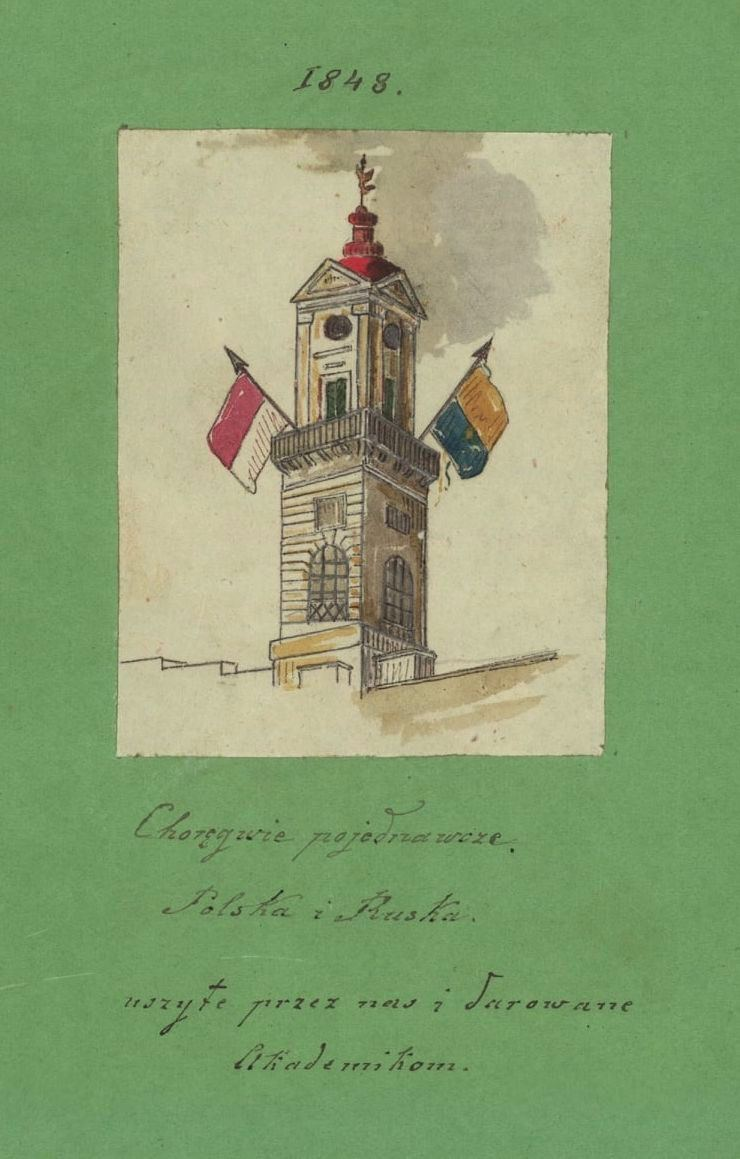
Малюнок польської артистки та художниці Целіни Домініковської. Зображається вивішування руського (українського) та польського стягів над Львівською ратушею у 1848 році.

Під час революційної «Весни народів» 1848 року Головна Руська рада у Львові відновлює використання герба Королівства Руського (Галицько-Волинської держави) XIII—XIV століття із зображенням золотого лева, що спинається на скелю в синьому полі, а як національні прапори широко вживаються стяги з поєднанням синього й жовтого кольорів. На початку XX століття, під упливом поширеної в Німеччині практики для створення місцевих прапорів (згідно з якими кольором верхньої смуги на прапорі є колір основної гербової фігури), певного поширення набув жовто-синій прапор (тобто, верхня смуга жовта). Тому до початку 1918 року вживалися обидва варіанти прапорів. Уперше український синьо-жовтий прапор було вивішено над Львівською ратушею рано вранці 25 червня 1848 року. Майорів український національний стяг на ратуші недовго, усього лише кілька днів.
19 жовтня 1848 року відбувся перший з'їзд українських вчених у Львові (Собор руських учених). Ось як описує тлумачення кольорів прапора Яків Головацький:
| «Синій колір, як чисте небо південної Русі, ясний, погідливий, як душа щирого не скаженного Русина, зображав мир і спокій, якого до розвитку нашого народного потреба. Золотий колір, як ті зірниці на яснім небі, зображали ясне світло, до якого нам прагнути належить.» |

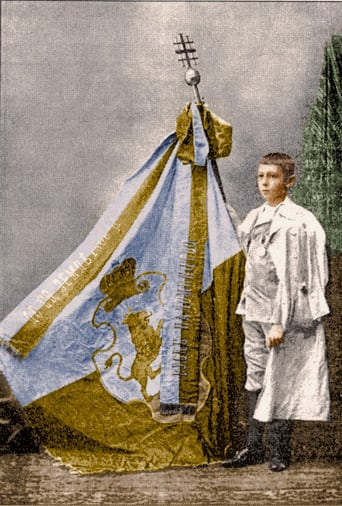
Хлопець разом із паломницьким прапором «Руського паломництва до Святої землі», 1906 рік

Саме ж зібрання проходило в приміщенні прикрашеними синьо-жовтими прапорами:
| «Під образом державного монарха спочило дві, хоругви синьо-жовті… вікна і стовпи прикрашені були народними барвами – при цих останніх стриміли по парі прапорів теж синьо-жовтих барв…» |
Надалі синьо-жовті й жовто-блакитні прапори використовувались у Львові на прийомах державних діячів, як, наприклад, Імператора Франца Йосифа I в 1851 й 1880 роках. У цей час підкарпатські русини, як тоді називалися галицькі українці, уже визнавали синьо-жовті кольори своїми національними барвами, що підтверджується збереженими історичними писемними згадками. У кінці XIX століття на державні й національні свята львівські міщани привселюдно використовували національні прапори в синьо-жовтих барвах. Про це ж свідчить старовинна галицька колядка:
| «Україно – ненька, Як зоря Різдвяна, Чорний кожух, сива шапка, Синьо–жовта фана». |
Починаючи з 5 травня 1900 року в Галичині під синьо-жовтим прапором розпочинає діяльність українське спортивно-пожежно-руханкове товариство «Січ».
Поступово поняття про синьо-жовтий український прапор поширюється на закарпатські землі, а з початком масової еміграції українців у кінці XIX століття за океан — і на поселення в Америці. На українських землях, що входили до складу Російської імперії, де українофільський рух уважався царським режимом як ворожий і переслідувався, національні кольори почали утверджуватися лише після Революції 1905 року в середовищі свідоміших верств населення.
Подальша публічна дискусія на цю тему на сторінках львівських і київських часописів у 1911—1912 роках довела історичну традицію синьої та жовтої барв не лише в Галичині, але й на Наддніпрянщині.

Неофіційні кольори Королівства Галичини і Лодомерії (1772—1800)
Неофіційні кольори королівства Галичини і Лодомерії (1800—1849), герцогства Буковини (1849—1918)
Неофіційні кольори королівства Галичини і Лодомерії (1849—1918)
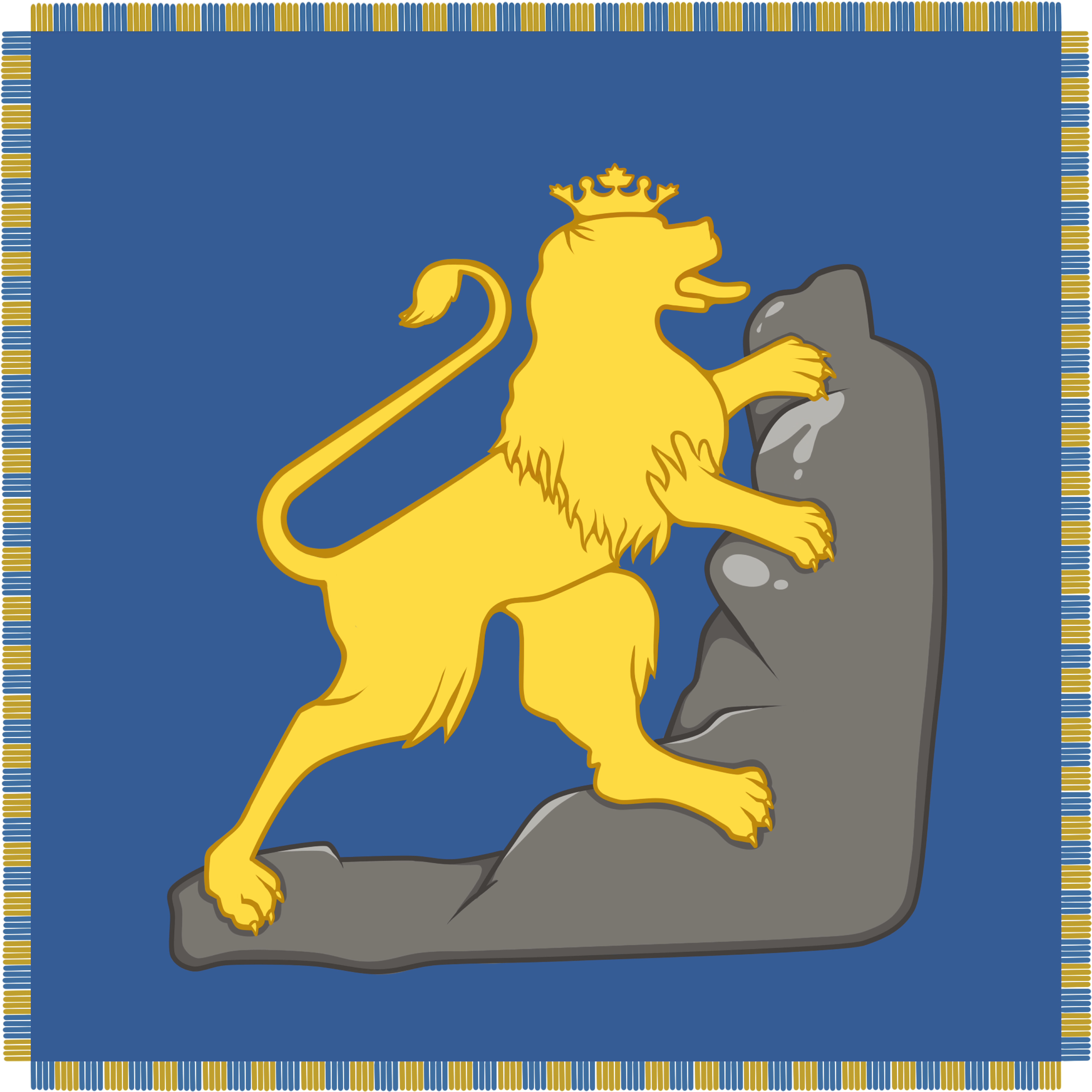
Прапор Руської національної гвардії з Яворова (1848 рік)
Варіант національного прапора з 1848 р.
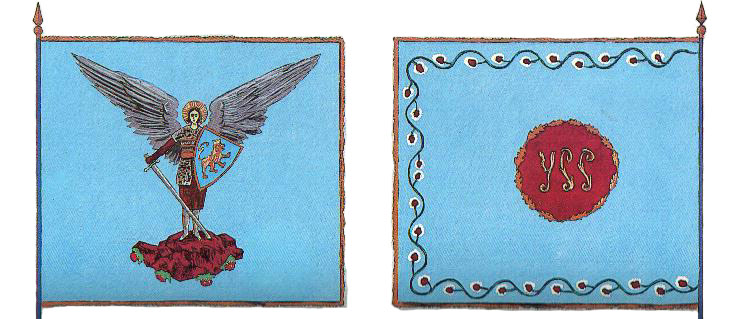
Прапор Січових Стрільців

### Доба визвольних змагань

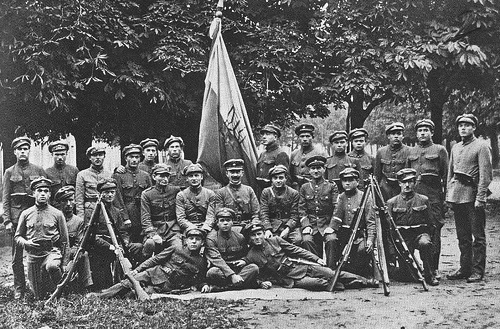
Солдати Української Галицької армії з синьо-жовтим прапором (синій колір на чорно-білих фото з поч. XX ст. відображався світлішим від жовтого).

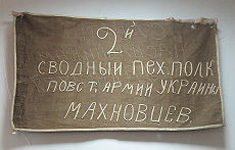
Прапор другої піхотної повстанської армії України/Махновщини

Уперше після Лютневої революції 1917 року українські синьо-жовті прапори публічно з'явилися в Києві, Одесі й Харкові 16 березня 1917 року.
17 березня 1917 року було оголошено про організацію Української Центральної Ради, що мала перетворитися на орган тимчасового державного правління незалежної України, з цього часу в Києві починають публічно на державному рівні з'являтися українські синьо-жовті прапори.
25 березня 1917 року в Петрограді відбулася 25-тисячна маніфестація солдатів-українців і студентської молоді, які використовували синьо-жовті українські прапори.
26 березня 1917 року над будівлею Педагогічного музею в Києві Центральна Рада здійняла український жовто-блакитний прапор. Прапор мав вітати Михайла Грушевського, який повертався в столицю з російського заслання.
29 березня 1917 року вже в Києві проведено «свято свободи», на якому українські солдати йшли окремою колоною під національними прапорами, а ще через три дні понад 100-тисячна маніфестація стала кульмінацією відродження українського життя в Києві. У цьому заході 1 квітня 1917 року «прапорів було більше ніж 320 самих національних та понад десять червоних, робітничих, з українськими написами про міжнародну солідарність робітничої кляси». Це було перше масове використання українських прапорів в Україні.
Протягом наступних тижнів відбулися маніфестації та інші заходи під українськими прапорами в багатьох інших містах України, зокрема в Харкові, Катеринославі (1 травня), Чернігові (31 березня), Полтаві, Сімферополі, Севастополі (7 квітня), Одесі. Процес українського національного відродження охопив не лише етнічні території, але й регіони центральної Росії, Сибіру, Туркестану, Далекого Сходу й інші землі — скрізь, куди доля завела українських поселенців, репресованих або військовополонених. Українці виходили на площі із синьо жовтими прапорами.
27 січня 1918 року Українська Центральна Рада затвердила проєкт українського морського прапора, вироблений Українською Морською Радою (складався з двох смуг: угорі блакитна, унизу жовта; на верхній — золотий знак князя Володимира — Тризуб із хрестом угорі).
За гетьмана Скоропадського порядок кольорів на прапорі не змінюється — блакитна смуга вгорі, жовта — унизу.
13 листопада 1918 року був затверджений синьо-жовтий прапор Західно-Української Народної Республіки.
У 1919 році ухвалено синьо-жовті прапори для підрозділів Дієвої Армії УНР та Української Галицької армії.
15 березня 1939 року державним прапором Карпатської України став синьо-жовтий стяг. Однак у 1930-х у Галичині, а після Другої світової війни вже в еміграції виникли непорозуміння між прихильниками синьо-жовтого й жовто-синього порядку поєднання кольорів, які закінчилися постановою Української Національної Ради від 27 червня 1949 року, яка відзначала, що до остаточного виготовлення державних емблем незалежної влади в Україні національний прапор буде синьо (блакитно)-жовтий.
23 лютого 1919 року кубанською Радою разом з останньою державною символікою був затверджений синьо-малиново-зелений державний прапор. Ширина двох його крайніх смуг дорівнювала ширині середньої смуги (кожна крайня — 1/4 ширину прапора, середня — 1/2). Є версія, що допускалося використання прапора, у якому ширина кожної смуги дорівнювала 1/3 ширини середньої (кожна крайня — 1/5 ширини прапора, середня — 3/5), або ж прапора, де всі три смуги були рівновеликими, проте офіційних даних про подібні модифікації прапора немає.
Значення кольорів прапора та їхнього розташування не були закріплені документально. Проте існують різні неофіційні версії значень символіки кубанського прапора. За однією з них, малиновий колір символізував козаків-чорноморців, нащадків запорожців, синій — козаків-лінійців, спадкоємців донців, зелений — адигів (або всіх горців-мусульман). За іншою версією малиновий колір символізував усіх казаків Кубані, нащадків як запорожців, так і донців, синій — іногороднє (некозаче) населення («гамселів»), зелений — адигів (або всіх горців-мусульман).
Розташування кольорів, за неофіційними даними, теж несло в собі символізм. За однією з версій, малинова смуга в центрі символізувала «центральне», державотворче населення Кубані — казаків-черноморців (або всіх козаків Кубані), зелена знизу символізувала автохтонне населення Кубані — адигів, синя зверху символізувала «пізніше» (полярне «початковому») останнє населення Кубані. Усі кольори разом символізували єдиний «народ Кубані», що створює кубанську державу.
Кольори й дизайн прапора Кубанської народної республіки використані в прапорі сучасного Краснодарського краю.

Варіант прапора з періоду УНР (1917)
Військово-морський прапор УНР (січень 1918 року)
Українська Народна Республіка (1917—1920)
Українська Народна Республіка (1920—1922)
Прапор Кримської Народної Республіки (1917—1918)
Прапор Далекосхідньої Української Республіки (1917—1922)
Один із варіантів прапора Української Далекосхідної Республіки (1918 рік)
Українська Держава (1918)
Військово-морський прапор Української Держави (липень 1918 року)
Прапор Махновського руху (1918—1921) (утім, сам Махно відношення стяга до махновського руху заперечував[57][58][59])
Прапор Вільної території
Прапор Махновського руху (1)
Прапор Махновського руху (2)
Прапор кримських татар
Прапор ЗУНР (1918—1919)
Прапор Кубанської народної республіки (1918—1920)
Прапор Лемко-Русинської Республіки (1918—1920)
Прапор Команчанської Республіки (1918—1919)
Прапор Гуцульської Республіки (1918—1919)
Прапор Холодноярської Республіки (1919—1922)

### Радянська доба

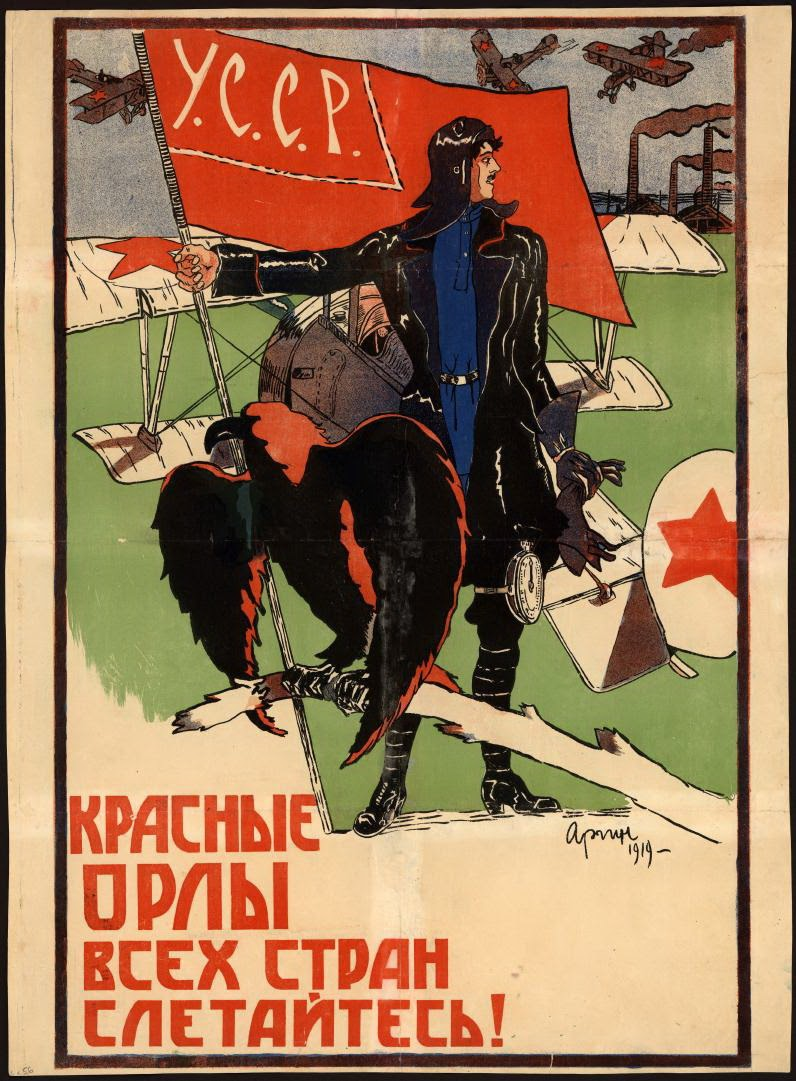
Агітаційний плакат 1919 року

Першим прапором УРСР став червоний стяг із жовто-блакитним прапором у верхньому лівому куті. У 1919 році прапор УСРР став мати тільки червоний колір з абревіатурою назви республіки, облямованою золотою рамкою.
Перший офіційно затверджений прапор УСРР (ухвалений на III Всеукраїнському з'їзді рад у березні 1919 р., коли було ухвалено першу конституцію УСРР) був червоний із золотими ініціалами «УРСР» у горішньому червоному накутнику із золотим обрамуванням. Потім обрамування зникло, а абревіатура періодично змінювалася на УССР (1923), УСРР (1927). 1937 року для республіки створено новий прапор, червоний з золотими схрещеннями серпом і молотом, супроводженими ініціалами «УРСР». 21 листопада 1949 року Президія Верховної Ради УРСР ухвалила стяг із горизонтально розташованими смугами: верхньою — червоного кольору (2/3 ширини прапора), і нижньою — лазурного кольору із зображенням у верхній частині золотих серпа й молота й над ними — червоної п'ятикутної зірки, обрамленої золотою каймою. Торговим, морським і військовим прапором УСРР (ст. 35 Конституції 1919 року) стало червоне полотнище з написом у кантоні золотими літерами: «Українська Соціалістична Радянська Республіка» чи абревіатурою «УСРР». Відомі кілька варіантів назви українською (або російською) мовами, що відмінні правописом.

Військово-морський прапор Української Народної Республіки Рад
Прапор Одеської Радянської Республіки (1918)
Прапор Донецько-Криворізької радянської республіки (1918)
Прапор Галицької Соціалістичної Радянської Республіки (1920)
Прапор Кримської Автономної Радянської Соціалістичної Республіки (1921—1945)
Прапор УСРР (1923—1927)
Прапор УСРР (1927—1937)
Прапор УРСР (1937—1949)
Прапор УРСР (1949—1991)

### Інші визвольні змагання

Прапор Карпатської України (1938—1939)
Українське державне правління (1941)
Прапор Олевської Республіки (1941)
Прапор Колківської Республіки (1943)
Прапор ОУН
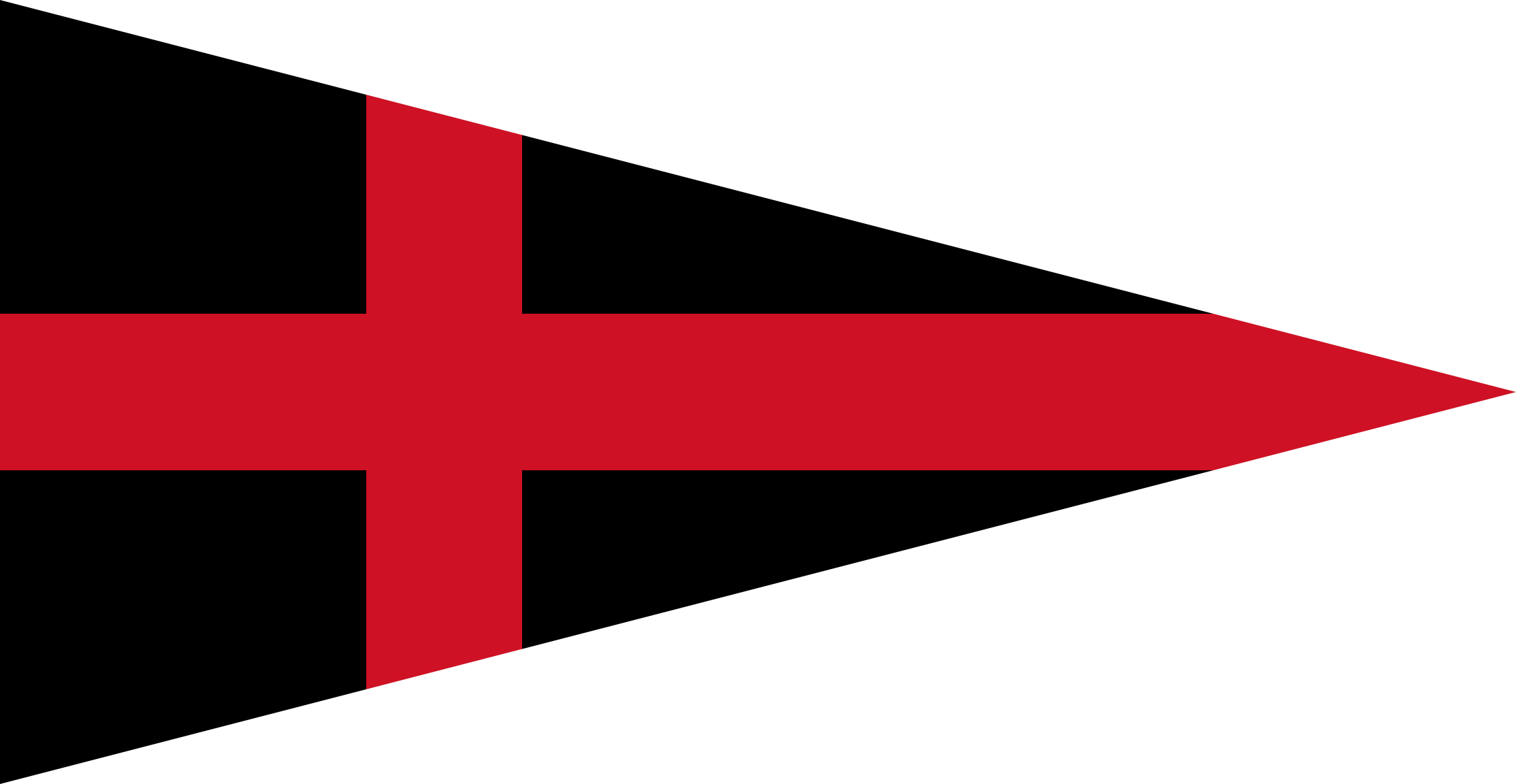
Прапор бандерівського проводу ОУН
Протестний прапор незалежної України (з 1991)

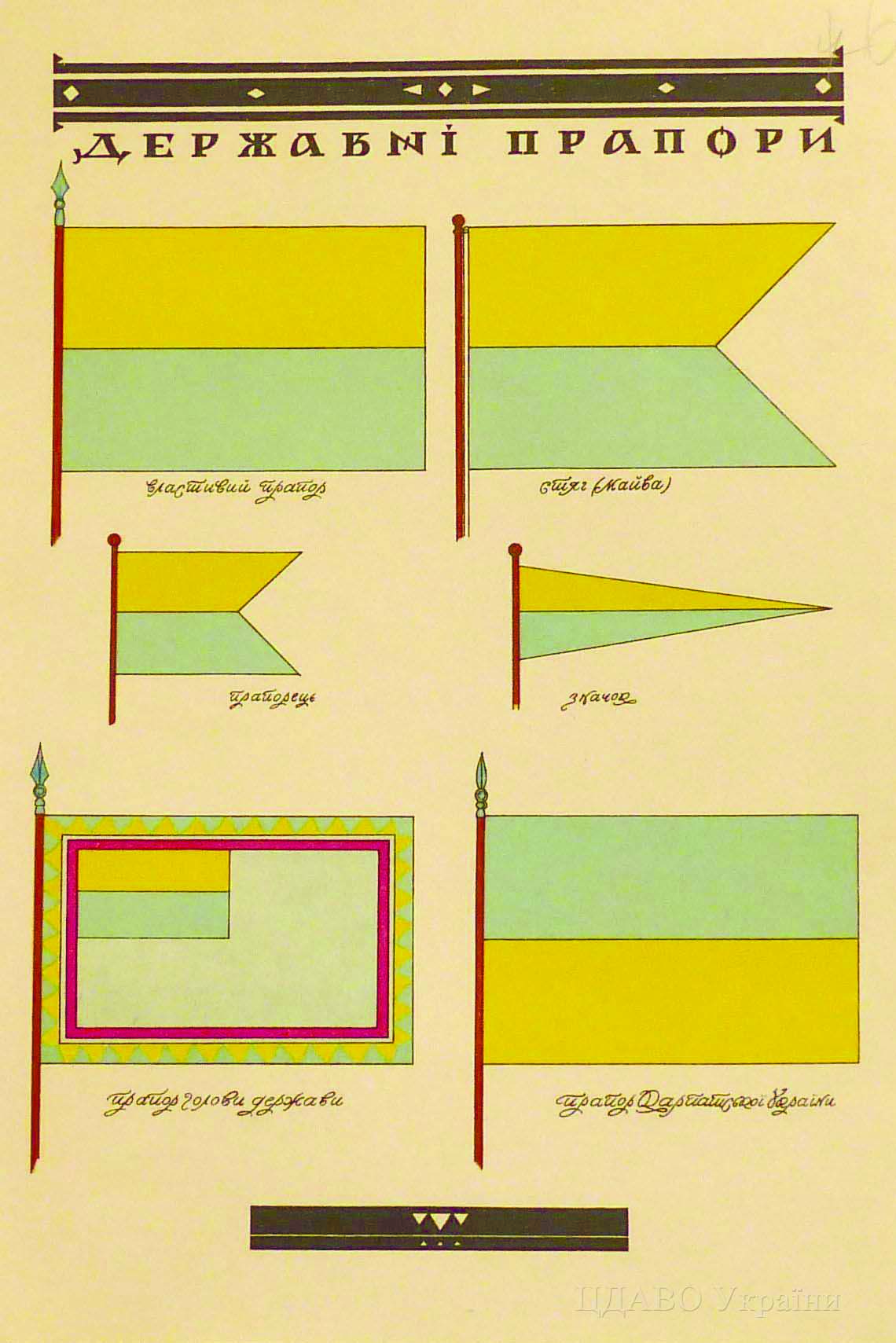
Проєкт державного прапору Миколи Битинського

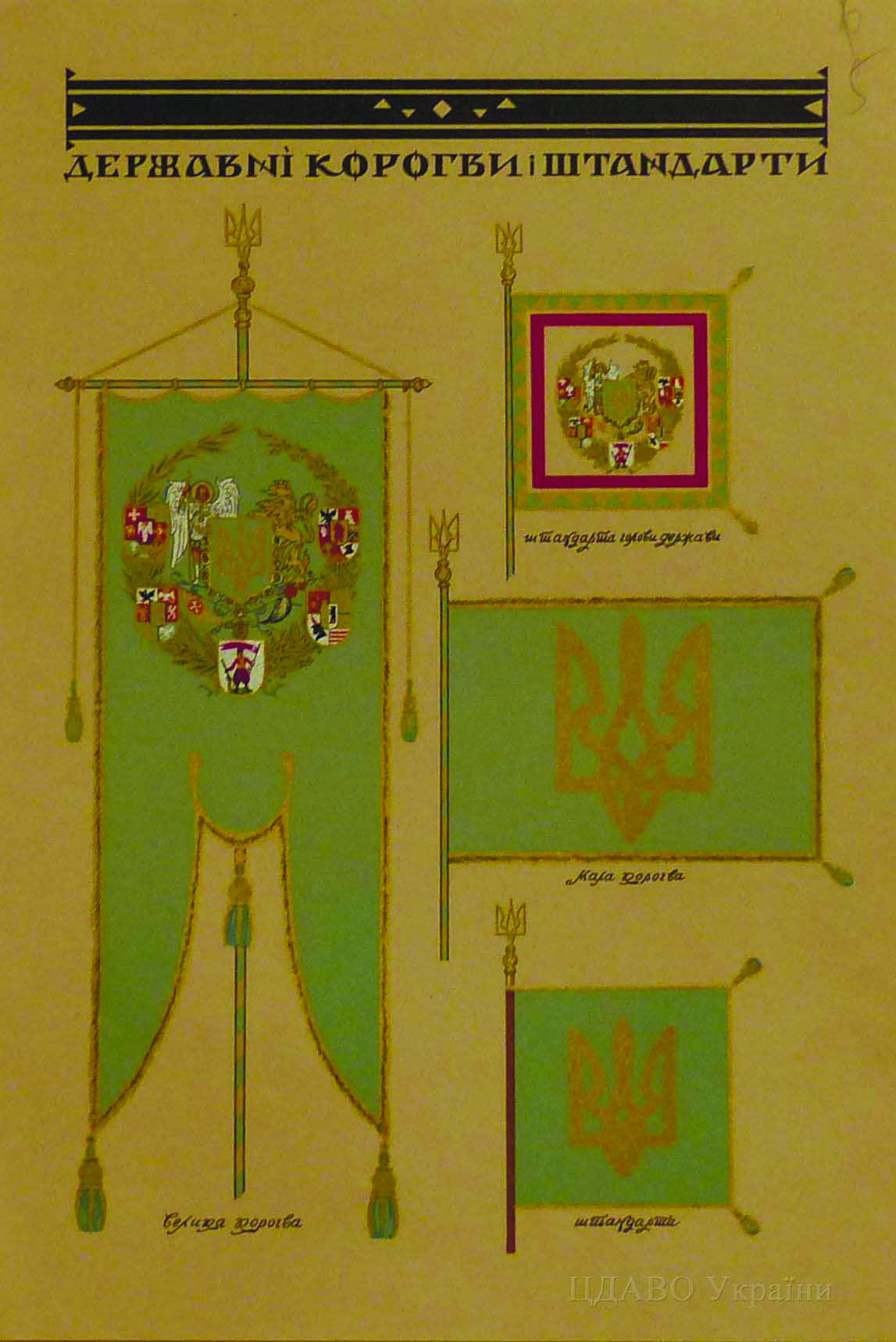
Державні Корогви й Штандарти Миколи Битинського

### Молдавська АРСР у складі України

Прапор Молдавської Автономної Радянської Соціалістичної Республіки (1925—1932)
Прапор Молдавської Автономної Радянської Соціалістичної Республіки (1937—1938)
Прапор Молдавської Автономної Радянської Соціалістичної Республіки (1938—1940)

2 лютого 1932 року Бюро Молдавського обкому КП (б) України ухвалив постанову про переведення молдавської мови на латинську графіку. Найімовірніше, зміни торкнулися й прапора республіки. Абревіатура на прапорі отримала вигляд: «R.A.S.S.M.». Законодавчих актів, що стосуються змін у гербі й прапорі, а також зображень цих символів, поки не виявлено.

### Вивішування синьо-жовтого прапора в радянську добу (1950—1980-ті роки)

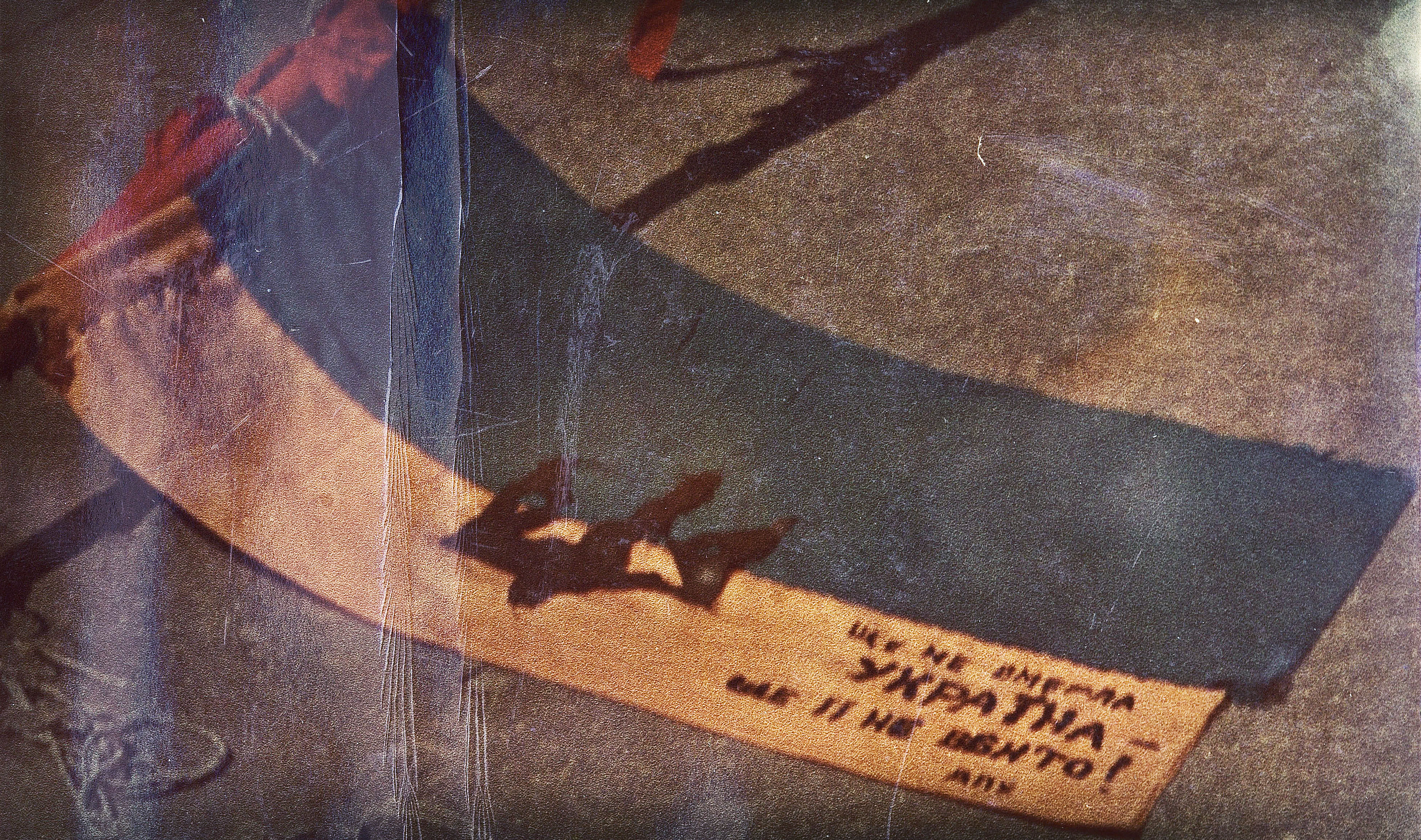
Прапор, установлений Г. Москаленком і В. Куксою в ніч проти 1 травня 1966 року над будівлею КІНГ. Напис на полотнищі: «Ще не вмерла Україна, ще її не вбито! ДПУ».

У радянську добу зберігання синьо-жовтого полотнища вважалося злочином, а поява українського прапора в громадських місцях розцінювалася як надзвичайна подія. Органи безпеки докладали всіх зусиль, аби виявити й покарати «антирадянські елементи». Патріотів за такі дії засуджували на два роки позбавлення волі. У 1950—1980-х роках органи КДБ регулярно повідомляли про вивішування стяга в населених пунктах України:
- 4 листопада 1953 року міністр внутрішніх справ УРСР Т. А. Строкач повідомив начальнику 4-го управління МВС СРСР про виявлення жовто-блакитного прапора в с. Перерісль Ланчинського району Станіславської області[65].
- 1 травня 1966 року уродженець Одеси майстер-сантехнік Георгій Москаленко й уродженець Київщини слюсар-зварювальник Віктор Кукса, замість скинутого й порваного червоного прапора, підняли синьо-жовтий над будівлею Київського інституту народного господарства (нині — Київський національний економічний університет імені Вадима Гетьмана)[66][67][68].
- 3 травня 1966 року Степан Ткач установив два прапори в селі Дебеславці Коломийського району Івано-Франківської області[63].
- 5 грудня 1967 року прапор з'явився на будівлі школи в селі Велика Кам'янка Коломийського району Івано-Франківської області[69].
- 30 грудня 1967 року, за повідомленням голови КДБ при Раді Міністрів УРСР, у Дніпропетровську на проспекті Карла Маркса (нині — Дмитра Яворницького) біля входу до Кіровського (нині — Центральний район) райвиконкому невідомі вивісили синьо-жовтий прапор, розміром 60×42 см. На древку олівцем намальований тризуб і зроблений надпис: «Ще не вмерла Україна і воля і слава. 20 листопада 50 років УНР, 22 січня 1918 року — проголошення незалежності України»[70].
- 9 травня 1968 року Петро Крупник, 1900 року народження, засуджений за зв'язки з ОУН, вивісив український прапор на будівлі селищної ради в Куликові Нестеровського району (нині — Жовківський) Львівської області[71].
- У ніч проти 22 січня 1973 року у Чорткові Росохацька група провела акцію: встановила чотири синьо-жовті прапори та розвішала прокламації до 55-ї річниці проголошення Четвертого Універсалу Української Центральної Ради в Києві.[72]
- 21 лютого 1976 року жовто-блакитний прапор з'явився у Києві на даху будинку № 21 по вул. Хрещатик[73].

### Прапор у діаспорі

Прапор українців-русинів Югославії

Д. Мигаль з українським прапором на полі під час гри збірних НДР і СРСР. Монреаль, 1976

Національна символіка в діаспорі з'явилася з початком масової еміграції українців наприкінці XIX ст. до США, Канади й інших країн. Емігранти у виданнях і на урочистостях постійно використовували тризуб і синьо-жовтий прапор.
22 січня, у День соборности України, на ратуші Оттави щорічно протягом 1966—1974 років вивішувався синьо-жовтий прапор. Теж саме практикувалося в Торонто й Вінніпезі. Лише 1974 року мер канадської столиці заборонив ці заходи, посилаючись на вказівку міністра закордонних справ Канади. Проте в березні 1974 року в парламенті Канади розглянули питання законності вивішування прапорів національних меншин на будівлях державних закладів. Зрештою можливість розв'язувати це питання надали мерам міст. Радянські агенти через керівництво Товариства об'єднаних українських канадців намагалися натиснути на мерів Оттави, Торонто й Вінніпега й заборонити в майбутньому вивішувати українські прапори на ратушах цих міст.
22 липня 1976 року в Монреалі на XXI Олімпійських іграх під час змагань гандбольних команд СРСР і Соціалістичної Республіки Румунія студент із Торонто Любомир Шух вимахував українським прапором, за що був видалений з арени. Речник Організаційного комітету Олімпійських ігор пояснив, що дії студента мали ознаки політичного протесту, а «потенційно небезпечний» прапор «міг призвести до заворушень».
27 липня 1976 року так само у Монреалі під час півфіналу з футболу між збірними НДР і СРСР, у складі якої переважали гравці з київського «Динамо», 150 українців вивісили плакат із надписом: «Свобода Україні!» За матчем спостерігало від 50 до 57 тис. уболівальників і десятки тисяч телеглядачів. У другому таймі двадцятирічний Данило Мигаль із Тандер-Бея (Онтаріо) вибіг на поле у вишиванці й із синьо-жовтим прапором, вигукуючи слова «Свобода Україні!» й танцюючи гопака. Акція тривала 15 секунд, після чого поліція вивела його зі стадіону.
Час від часу в містах Канади й США на флагштоках українці офіційно здіймають прапор України, як наприклад, 21 серпня 2015 року на центральній площі Чикаго до Дня Незалежности України, у Воррені в березні 2015 року, під час російсько-української війни. 24 серпня 2016 року прапор підняли над меріями Оттави, Сан-Франциско й Філадельфією.

### Сучасність (від 1989 року і дотепер)

Прапор, який використовували активісти на Євромайдані.

Вертикальне розташування прапора у вигляді стяга (банера). Їх використання для закладів нічим не регламентовано

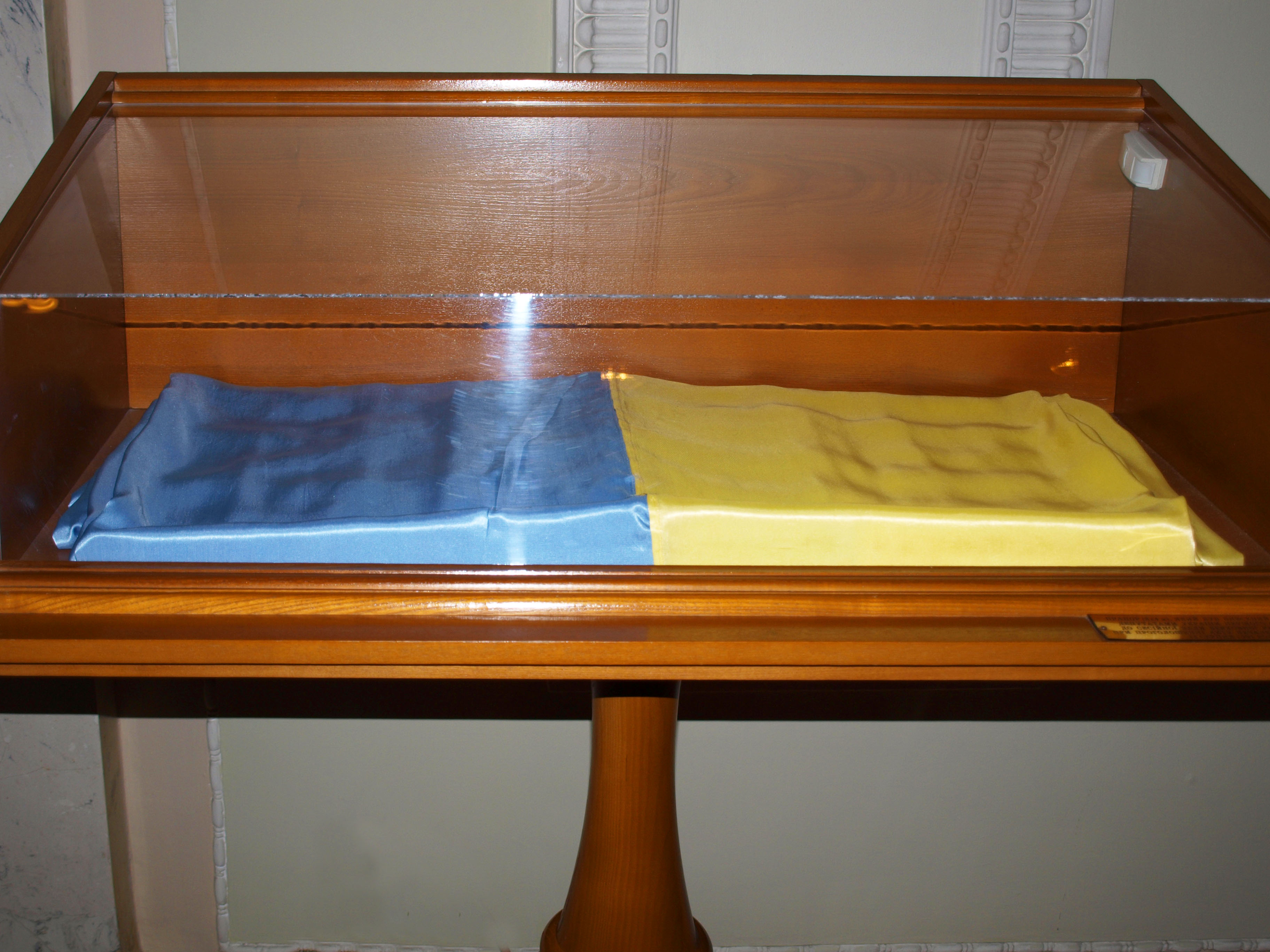
Український прапор, унесений у сесійний зал Верховної Ради 24.08.1991. Музей ВРУ

Поширена асоціація прапора: стигле золоте колосся під блакитним небом

Питання національної символіки (зокрема прапора) неодноразово порушувалося демократичними силами наприкінці 1980-х. 12 грудня 1989 року воно порушувалося на II З'їзді народних депутатів СРСР.
26 квітня 1989 року Юрко Волощак, активіст Товариства Лева вперше в Україні підняв національний прапор на мітингу на честь річниці Чорнобильської катастрофи на пл. Ринок у Львові; пошила його художниця Галя Дмитришин, він був із нашитим золотим тризубом. Відразу після цього підняв прапор і хтось із членів Українського християнсько-демократичного фронту, керованого Петром Січком. Це був перший за радянських часів прецедент публічного підняття українського національного прапора в УРСР.
1 травня 1989 року Василь Рибак, член Хмельницької філії УГС повісив синьо-жовтий прапор на даху 16-поверхівки в Хмельницькому, а потім майже через чотири місяці вдруге — 23 серпня, у день підписання Пакту Молотова — Рібентропа.
Синьо-жовтий прапор широко застосовувався в Києві при проведенні Установчого з'їзду Народного руху України, який відбувався з 8 по 10 вересня 1989 року.
З 17 по 24 вересня 1989 року прапор України неодноразово піднімали на фестивалі «Червона Рута» в Чернівцях. Чернівецькі міліціонери завзято кидалися на кожен такий прапор, намагаючись відібрати й пошматувати його.
Фани харківського «Металіста» з'явилися з жовто-блакитним прапором на стадіоні в Ленінграді 23 вересня 1989 року.
21 січня 1990 року під час акції «Живий ланцюг» до Дня соборности України вперше на території країни люди масово вийшли на вулиці із синьо-жовтими прапорами, які переважно самотужки шили вдома.
14 березня 1990 року у Стрию, першому з українських міст, підняли національний прапор над будівлею міської ради. Це був перший прецедент публічного підняття українського національного прапора над офіційною радянською установою.
23 березня 1990 перша сесія Тернопільської міської Ради народних депутатів XXI скликання ухвалила постанову про національну символіку, один із пунктів містив рішення про встановлення українського національного прапора на будівлі міської ради поруч із державним прапором УРСР.
2 квітня 1990 року в Дрогобичі, за рішенням народних депутатів першої сесії двадцять першого скликання, було демонтовано радянський державний прапор і піднято український національний прапор над ратушею. Ця подія викликала шалений спротив тодішньої комуністичної влади. Рішення відразу було опротестовано прокурором міста Володимиром Гуком. Адже Дрогобич стало першим містом в Україні, де відбувся демонтаж символу радянської влади. Перший секретар міськкому компартії Олексій Радзієвський виступив перед депутатами із заявою, у якій було висловлено протест проти рішення сесії підняти на вежі Ратуші синьо-жовтий прапор, незважаючи на опротестування цього рішення прокурором міста.
3 квітня 1990 року Львівська міська рада прийняла ухвалу про використання синьо-жовтого прапора у Львові. Того ж дня він був установлений на вежі львівської ратуші.
8 квітня 1990 року депутати Івано-Франківської обласної ради першого демократичного скликання ухвалили рішення про встановлення синьо-жовтих прапорів над міською і обласною радою. 15 квітня 1990 р. прапор замайорів в Івано-Франківську над ратушею — однією з найвищих споруд Івано-Франківська.
28 квітня 1990 року аналогічні рішення були ухвалені Львівською обласною Радою народних депутатів.
13 червня 1990 року — Житомир став першим за межами Галичини містом, де теж офіційно вивісили прапор.
24 липня 1990 року на Хрещатику біля будинку Київради було піднято синьо-жовтий прапор.
16 липня 1991 року на Святих Горах на Донбасі над Сіверським Дінцем активістами Донецької Крайової організації НРУ М. А. Тищенком та В. С. Білецьким було піднято синьо-жовтий прапор. У той же день представники Народного Руху України в Дніпрі біля театру імені Тараса Шевченка підняли 15-метрову щоглу із синьо-жовтим прапором. Аби захистити цей прапор, було вирішено організувати цілодобову охорону. Але 2 серпня за наказом міліції активістів побили, а прапор знищили.
З 19 серпня 1991 року, у ході Серпневого путчу, українські синьо-жовті прапори з'явилися під Білим домом у Москві. Один із кількасот українських активістів, що були на мітингу в Москві Георгій Лук'янчук розповідає, що їх пошили дружини, оскільки купити таку тканину тоді була велика проблема, жовту знайшли в Підмосков'ї, а синю везли з Азербайджану.
За офіційною версією, 23 серпня 1991 року — після провалу путчу в Москві — група народних депутатів унесла синьо-жовтий український прапор у сесійний зал Верховної Ради. Освячення Національного прапора було проведено священиком УАПЦ Петром Бойком. Якраз до цієї події і прив'язаний Указ Президента України, Л. Кучми, «Про День Державного Прапора України» № 987/2004. Цей прапор як реліквія урочисто зберігається під склом у музеї ВРУ. Наступного дня Україна проголосила незалежність.
Проте учасники тих подій називають іншу дату внесення прапора до зали засідань. Це підтверджує стенограма засідання позачергової сесії Верховної Ради України від 24 серпня 1991 року:
| Лубківський Р. М.: «Шановні народні депутати, український народ! Сьогодні завершується торжество історичної справедливості. Ми повертаємося в лоно цивілізованих держав, опираючись на багатовікову традицію нашої державності – демократичної, миролюбивої і відкритої для всього світу. Виходячи з цієї традиції і з традиції пошани до національних святинь, а також традицій боротьби за незалежну Українську соборну демократичну державу, пропоную внести національний український жовто-синій прапор і встановити в приміщенні і на куполі Верховної Ради України… Чорновіл В. М.: «Шановні колеги! Я хочу запропонувати невеличке доповнення. Мені сказали, що на вулиці є той прапор, з яким українці стояли на барикадах біля Верховної Ради Росії. Я прошу, щоб саме цей прапор був встановлений у нашому залі. І ще я пропоную, щоб до того, коли приймемо рішення про національну символіку, про національний прапор, наш прапор був піднятий над куполом верховної Ради».[101] |
Однак до зали внесли інший прапор, про що згадував народний депутат Микола Поровський:
| «23 серпня, вранці, у будинку Спілки письменників зібралась Велика Рада Руху за участю всіх депутатів Народної Ради... Напередодні я розіслав у всі краєві організації Руху телефонограму із наказом негайно організувати масовий приїзд до Києва під стіни Верховної Ради членів Руху та наших прихильників. Переважна більшість організацій наказ виконала. Поїздами і автобусами до Києва виїхали десятки тисяч маніфестантів. Тож рано-вранці 24 серпня, я заїхав до Секретаріату, щоб пересвідчитись, чи підготовили прапори, транспаранти та гасла для маніфестантів і все інше необхідне згідно з розробленим планом цієї маніфестації. Віктор Бурлаков, який вже чотири дні днював і ночував у Секретаріаті, організовуючи акції спротиву ГКЧП, у залі засідань розгладжував праскою складки тканини величезного синьо-жовтого прапора. Це знамено пошили напередодні членкині жіночої громади Руху… Від Софіївського майдану надійшла маніфестація, котра принесла під стіни Верховної Ради величезне полотнище синьо-жовтого прапора. На майдані його освятив єпископ УАПЦ Володимир (Романюк). Процесія передала прапор нам, народним депутатам. Всі ми клякнули на коліна і поцілували край знамена. Я тримав правий край прапора, а протилежний його кінець ніс В’ячеслав Чорновіл. Ми рушили із знаменом до Верховної Ради».[102][103] |

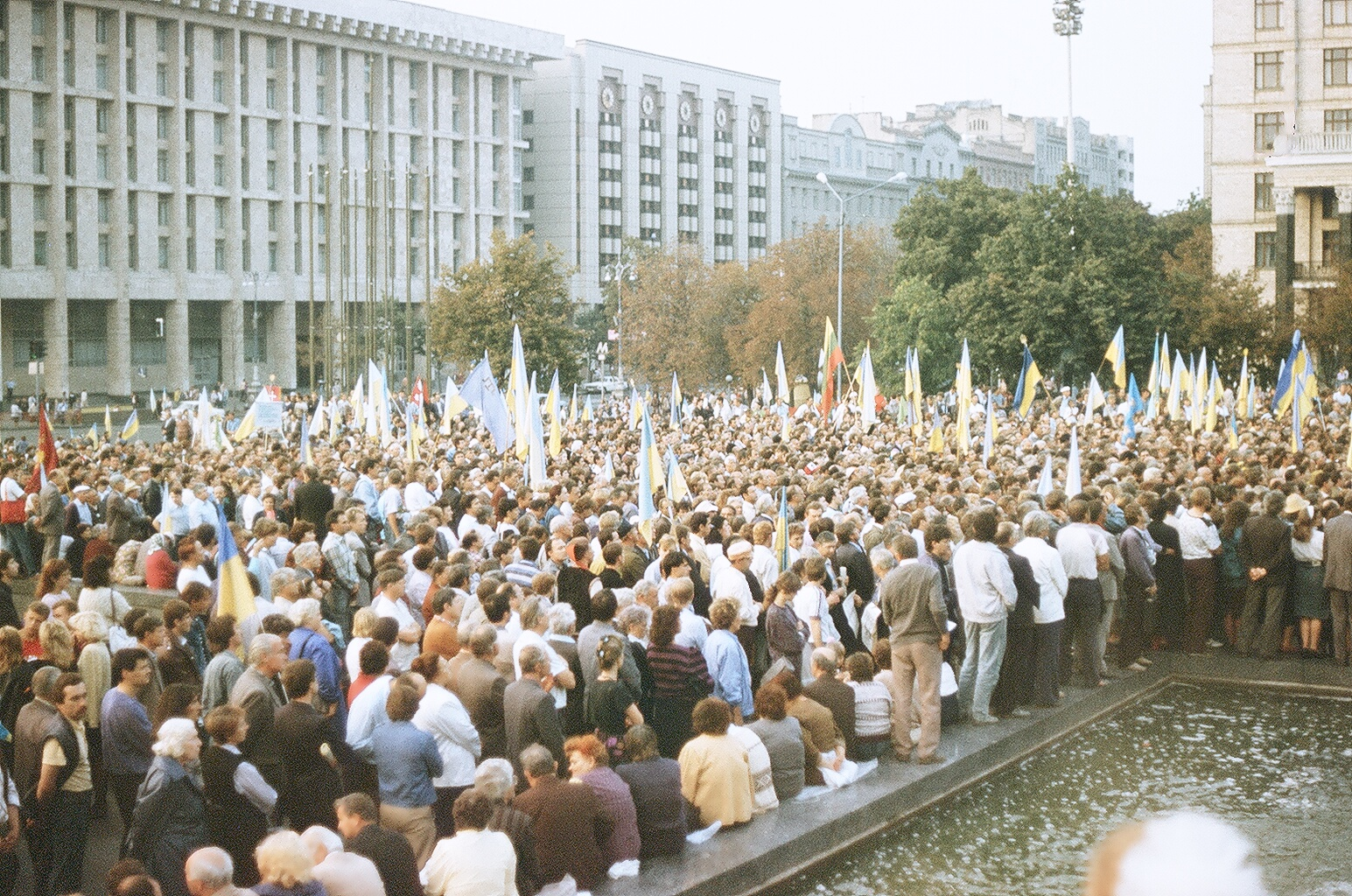
Мітинг Народного Руху України на честь підняття Національного Прапора над Київською міською радою, 24 липня 1990 р.

Отже, 24 серпня група депутатів занесла до сесійної зали прапор, розміром 8 × 4 метри, і накрила ним трибуну. Цей момент за ініціативою Івана Плюща закарбував художник Олексій Кулаков на картині «Державотворення», розміром 2×5 метрів, яку 22 серпня 2001 року урочисто відкрили на другому поверсі будівлі Верховної Ради України.
Після проголошення незалежности України, 4 вересня 1991 року — після триразового голосування й погрози Кравчука, що він подасть у відставку, якщо питання не буде вирішено, синьо-жовтий національний прапор урочисто піднято над будинком парламенту.
18 вересня 1991 року Президія Верховної Ради України своєю Постановою «Про прапор України» фактично надала синьо-жовтому біколору статус офіційного прапора країни. З того дня під цим прапором починають зустрічати іноземних гостей, складати присягу військовослужбовці, працювати посольства України, він вивішується в ООН.

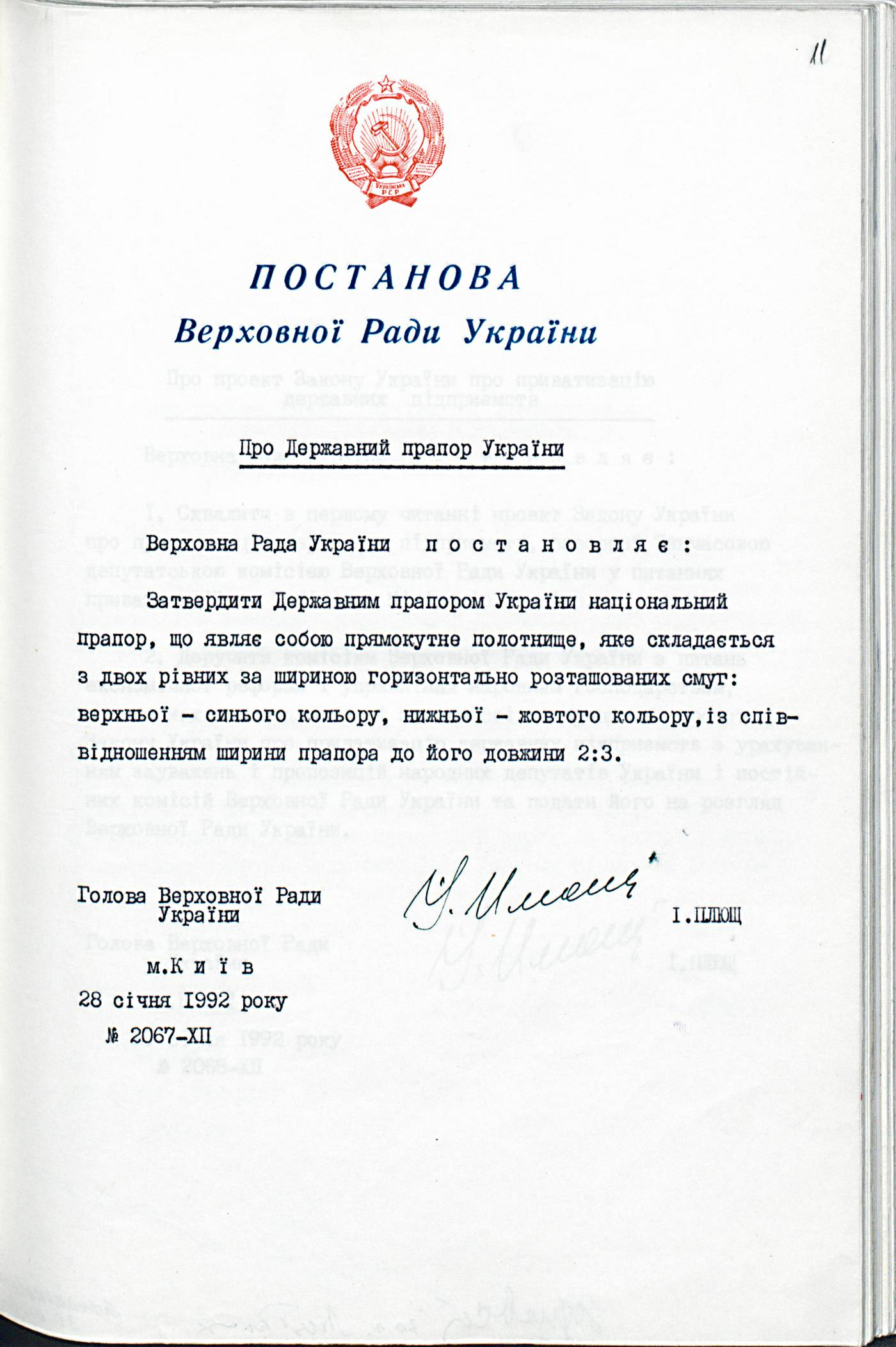
Постанова Верховної Ради УРСР «Про Державний прапор України»

28 січня 1992 року Верховна Рада України ухвалила постанову «Про Державний прапор України» (хоча й далі діяла стара Конституція, де як державні описувалися символи колишньої УРСР). У ній зазначається: Державний Прапор України «являє собою прямокутне полотнище, яке складається з двох рівних за шириною горизонтально розташованих смуг: верхньої — синього кольору, нижньої — жовтого кольору, із співвідношенням ширини прапора до його довжини 2:3».
На морському торговельному судні український прапор був уперше піднятий 12 лютого 1992 року в іспанському порту Валенсія за ініціативою капітана т/х «Кременчук» (ЧМП) В'ячеслава Кисловського. Боцман із двох сигнальних прапорів зшив синьо-жовтий прапор, який і був урочисто піднятий над судном.
Рішення про піднімання на суднах українського прапора було ухвалено пізніше. 11 вересня 1992 року відбулося його перше офіційне урочисте піднімання на пасажирському теплоході «Іван Франко» (ЧМП) в Одеському порту.
Державний Прапор України визначається чинною Конституцією України (ухвалена 28 червня 1996 року) як «стяг із двох рівновеликих горизонтальних смуг синього і жовтого кольорів» (Стаття 20, Розділ І). При ухваленні Конституції України депутати від Комуністичної партії України (зокрема, Юрій Болдирєв) хотіли видозмінити прапор, додавши червону або малинову смугу, але єдність депутатів національних і демократичних сил у підтримці чинного синьо-жовтого прапора завадила цим змінам.
19 листопада 1997 року український прапор вперше було розгорнуто на орбіті Землі українським космонавтом Леонідом Каденюком на борту шатлу «Колумбія» під час експедиції STS-87 на висоті 279 км над Землею. Удруге український стяг на навколоземній орбіті (висота над Землею 408 км) розгорнув американський астронавт Рендольф Брезнік на Міжнародній космічній станції, який пристикувався до неї на кораблі Союз МС-05 28 липня 2017 року.

## Використання прапора України в іншій символіці
Емблеми та прапори, засновані на українському прапорі і його кольорах, використовуються і використовувалися раніше низкою організацій і рухів за межами України.

Емблема Союзу українок Америки
Емблема Місії Європейського Союзу з прикордонної допомоги Молдові та Україні

## Прапор глави держави
Протягом історії України різні глави держав використовували різні прапори. Дизайн відрізняється залежно від століття, у якому вони використовувались, та відповідно до політичної сцени в Україні на той час. Першим прапором, який використовував глава держави, був прапор Павла Скоропадського. Нинішній дизайн, прапор Президента України, був прийнятий у 1991 році.

Штандарт гетьмана Павла Скоропадського, 1918 року
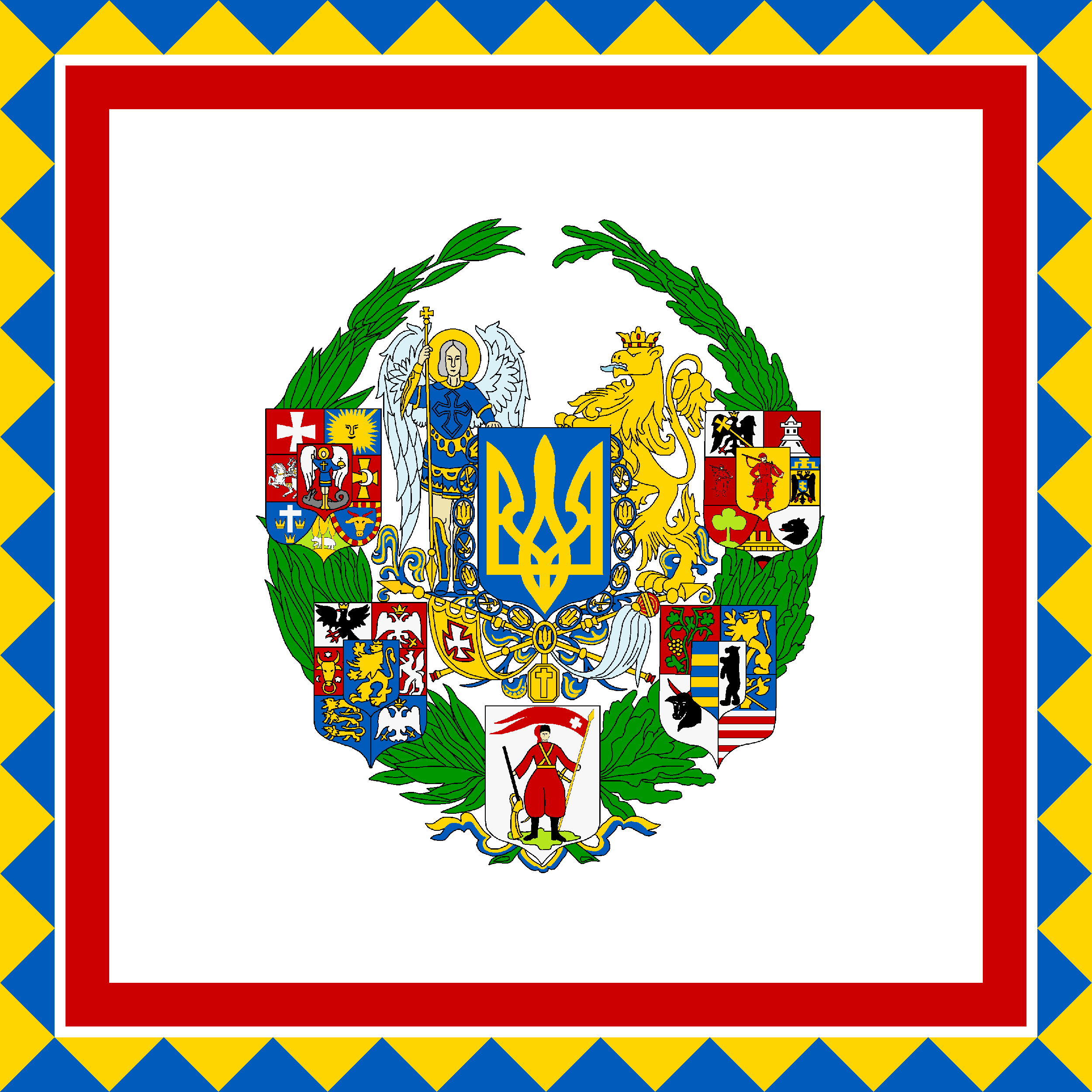
Штандарт Президента УНР в екзилі
Прапор (штандарт) Президента України

## Військові прапори

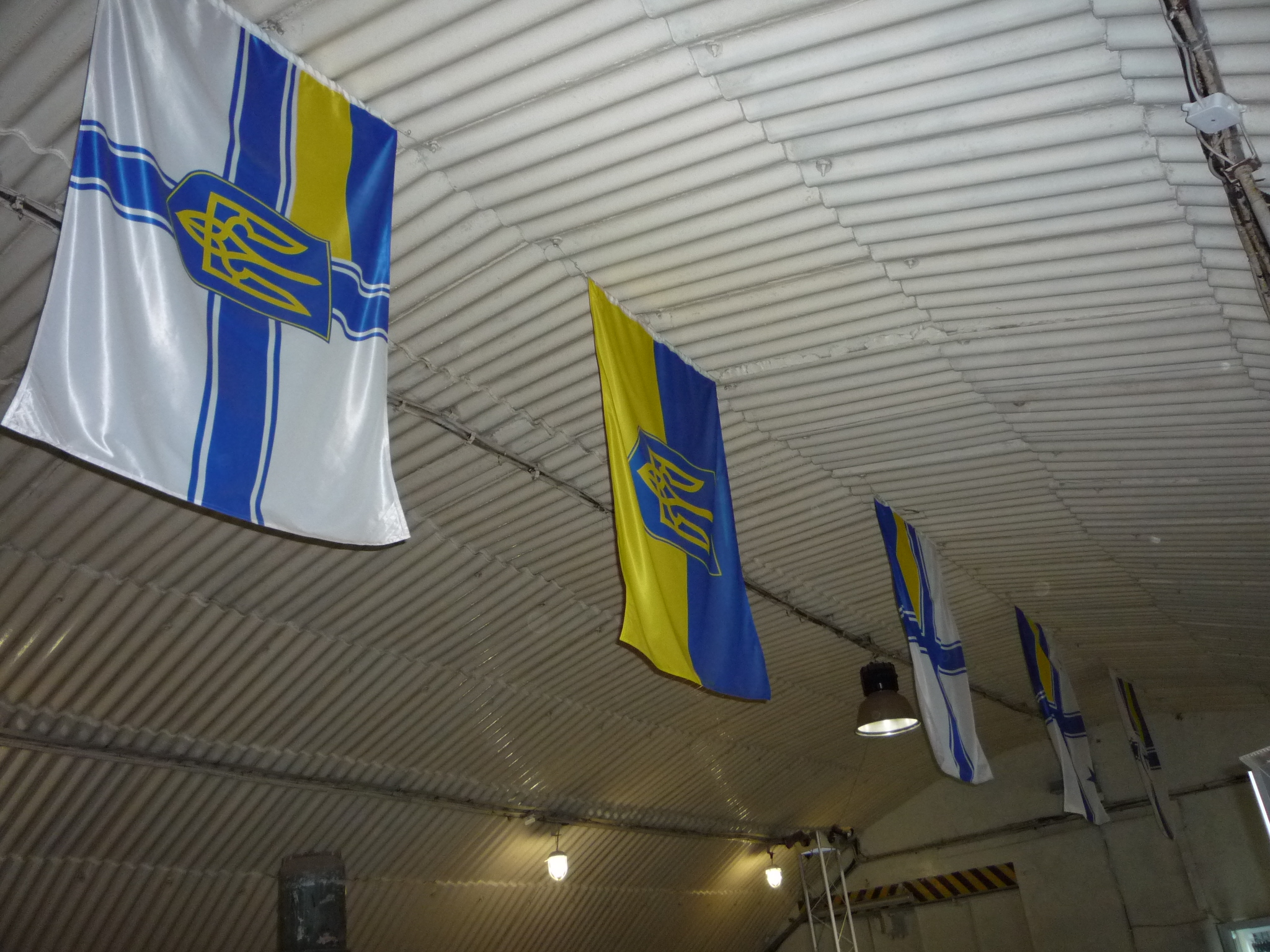
Посадові прапори в музеї ВМС України в Балаклаві.

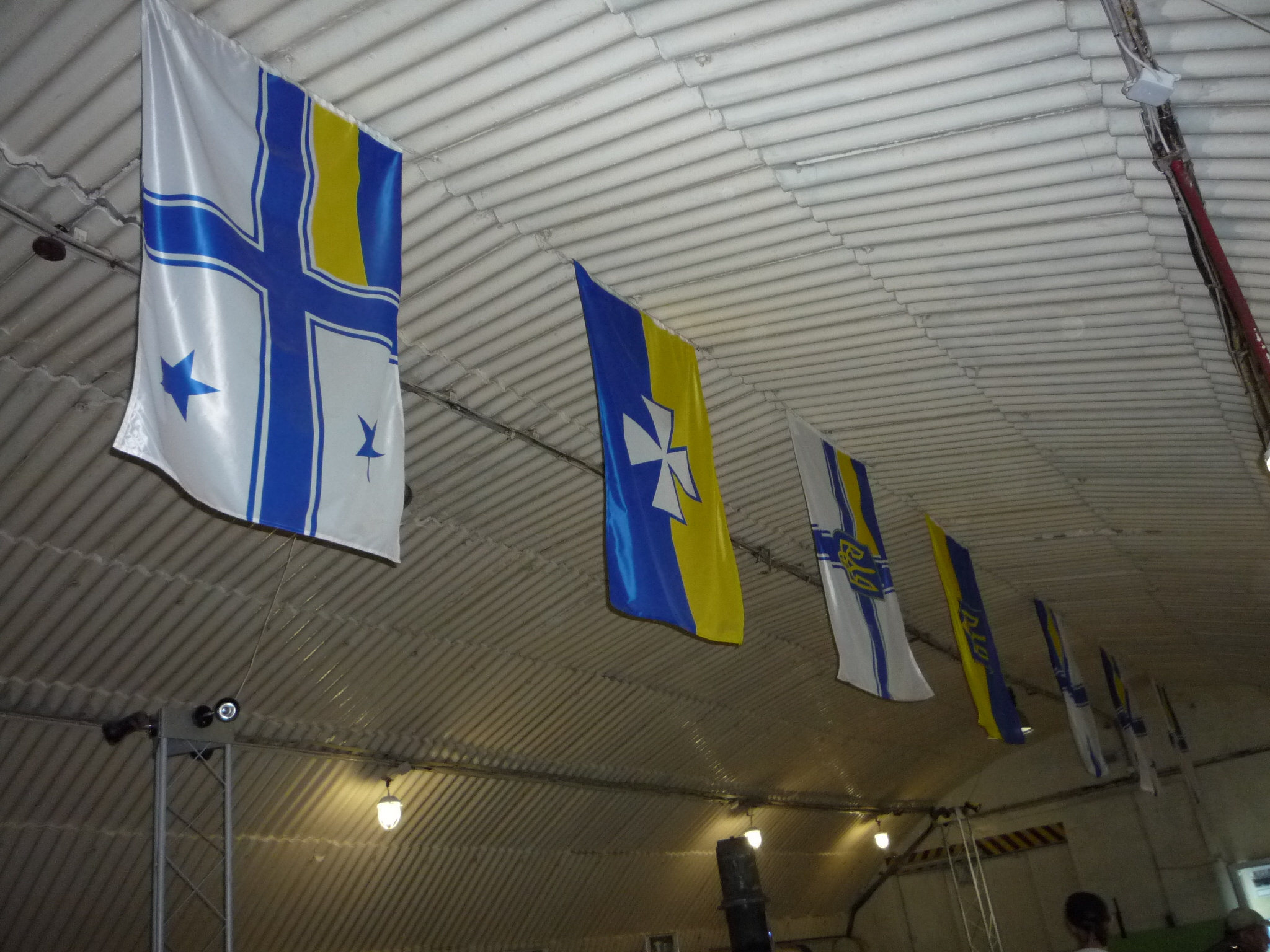
Посадові прапори в музеї ВМС України в Балаклаві. Прапор із білим хрестом — проєкт гюйсу.

Прапор Збройних сил України
Прапор Сухопутних сил
Прапор Повітряних сил
Прапор ВМС України, який піднімається у свято та урочисті дні, від 1 серпня 1997 року. З 2002 року використовується як кормовий прапор. Затверджений у 2006 році.
Прапор Національної гвардії України
Прапор державної прикордонної служби України
Прапор Морської охорони України
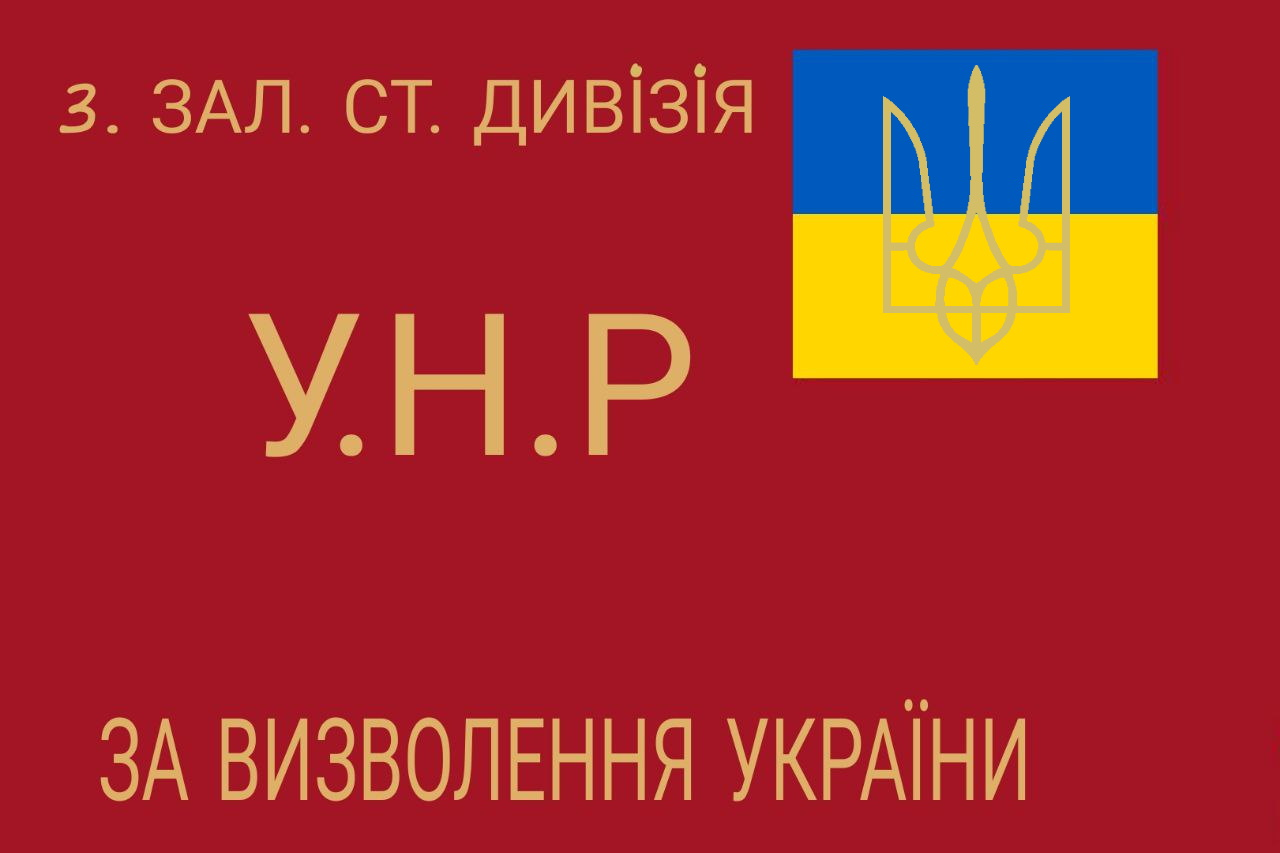
Реконструйований прапор 3-ї Залізної дивізії УНР

## День державного прапора
23 серпня 2004 року Президент України Леонід Кучма підписав Указ № 987/2004 «Про День Державного Прапора України». Цим Указом «на вшанування багатовікової історії українського державотворення, державної символіки незалежної України та з метою виховання поваги громадян до державних символів України» встановлено в Україні нове свято — День Державного Прапора України, який щорічно відзначається 23 серпня. Відповідно до цього Указу Кабінет Міністрів України, Рада міністрів Автономної Республіки Крим, обласні, Київська та Севастопольська міські державні адміністрації повинні забезпечити здійснення комплексу заходів щодо святкування Дня Державного Прапора України.

## Найбільші Державні прапори України
Найбільшим прапором України 30 на 45 метрів (1350 м²), занесений у Книгу рекордів України, є «Донецький прапор», пошитий вдовою донецького шахтаря, пенсіонеркою Марією Бєлятковою з ініціативи Союзу творчої молоді Донбасу. Уперше його розгорнули в Донецьку, 23 серпня 2007 року. Прапор побував у всіх обласних центрах, на Говерлі, під Крутами, у Хусті, під Берестечком та інших історичних місцях України. 20 серпня 2011 року під час розгортання гігантських державних прапорів на площі Свободи у Харкові стався конфлікт між прихильниками Партії регіонів і націонал-патріотичних сил. Проводячи репетицію до Дня Державного Прапора України, активісти УНП, ВО «Батьківщина» й інших націонал-патріотичних сил розгортали донецький прапор. Під час розгортання прапора на перешкоді став намет, який саме ставили активісти Партії регіонів, що також збиралися провести репетицію з розгортання свого прапора. Посунути свій намет регіонали відмовились. Згодом вчинилася бійка й, урешті-решт, намет таки вдалося посунути. Після чого активісти Партії регіонів кинулися на людей, що розгортали прапор, й у результаті бійки регіонали порвали Державний прапор України у двох місцях. Присутня на місці міліція на такі дії жодним чином не реагувала.
12 жовтня 2009 року Запорізькі швачки фабрики «Селена» пошили 100-метровий прапор України. Спонсором створення прапора виступив Благодійний фонд «Патріот Запоріжжя». Ширина прапора становить 16 м, довжина — 100 м. Прапор розмістили на лівому березі Дніпра у Запоріжжі. Прапор складається з 4 частин, одну з яких залишать як експонат музею Запорозького козацтва, іншу відправлять до Херсонської області, де була розташована остання Кам'янська козацька січ.
22 серпня 2010 року, напередодні Дня Державного Прапора України та з нагоди відзначення Дня незалежності України, у Тернополі була проведена акція «Ровесник Незалежності». На цій акції було розгорнуто найдовший прапор України завдовжки 9,5 км та завширшки 0,75 м. Цієї довжини вистачило, щоби оточити весь Тернопільський став. Акція була ініційована Тернопільською обласною державною адміністрацією. До акції було залучено 2010 учасників — ровесників Незалежності України, тобто 12 % усіх, хто народився в 1991 році в Тернопільській області, а це — 16 498 осіб. Рекорд було занесено до Книги рекордів України. Надалі прапор має бути поділений на майже 7 тисяч прапорів. Частина його буде передана в обласний краєзнавчий музей, а інші сегменти прапора будуть розповсюджені серед різних закладів області: закладів культури, органів влади, навчальних та медичних закладів.
2 липня 2011 року на Херсонщині виготовили Державний Прапор України розмірами 150×50 м спеціально для 9-го фестивалю «Купальські зорі».
Найбільший  український прапор, розміром 200Х 300 см, намальований на полотні  дніпровським митцем Валерієм Сосною. Картина має назву “ПРАПОР- Все буде Україна!” 17 липня 2025 року в місті Київ в галереї D.HUB.ART було офіційне оголошено рекорду України та урочисте вручення сертифіката від Національного Реєстру Рекордів України у номінації:«Найбільший прапор України, написаний олійними фарбами на полотні». Кураторкою проєкту є Ткаченко Світлана, за інфрмаційної підтримки ЛьвівськоїНаціональнох Академії Мистецтв.
Полотно має глибокий символічний зміст і було створене у два етапи. Після Революції Гідності та початку російсько-української війни у 2014 році Валерій Сосна спочатку намалював картину під робочою назвою «Апокаліпсис», яка описує жахи війни та трансформацію суспільної свідомості. Згодом митець замальовує апокаліпсис синьо-жовтим прапором, формуючи символ, що побороти намальовані жахи можна, творячи державу. Цей прапор символізує Україну, яка подолала всі труднощі та здобула перемогу.
Картина вже багаторазово експонувалася в музеях та галереях України, зокрема: • Музей Українського живопису (2014 рік), • Дніпровський Художній музей (2020 рік), • Львівський палац мистецтв (2023 рік), • Івано-Франківський обласний музей визвольної боротьби ім. С.Бандери (2023 рік), • Чернівецький обласний художній музей (2023 рік), • Картинна галерея АртКрафтОіл, місто Кривий Ріг (2024 рік) — єдина картинна галерея в великому індустріальному місті за 250 років, яка продовжує працювати як осередок мистецтва та хаб для біженців, незважаючи на кілька прильотів поруч, Галерея D.HUB.ART, місто Київ (2025 рік) — де 17 липня 2025 року було вручено сертифікат від Національного Реєстру Рекордів України про найбільший прапор, написаний олійними фарбами на полотні.

### Найбільший Державний Прапор України на флагштоці

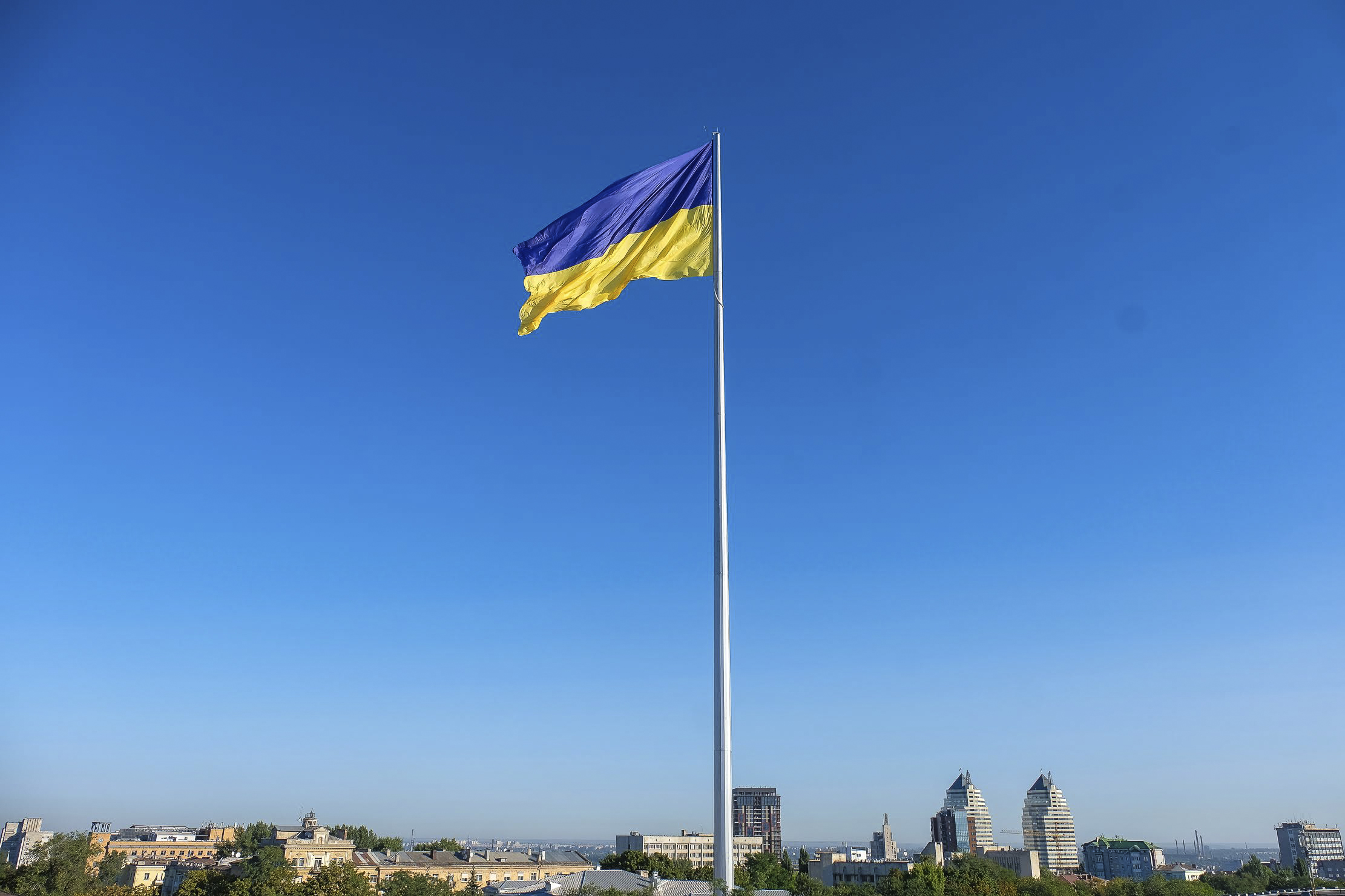
Найвищий флагшток із Державним Прапором України, м. Дніпро, 23 серпня 2018 року

23 серпня 2018 року у Дніпрі поруч із Дніпропетровським національним історичним музеєм імені Дмитра Яворницького змайорів Державний Прапор України на флагштоці, що встановив одразу два національні рекорди України котрі зафіксували представники Книги рекордів України:
- Найбільший Державний Прапор України над містом: розмір полотна — 12×18 метрів, вага — 23 кілограми.
- Найвищий флагшток із Державним Прапором України: висота — 72 метри.

Цей прапор вперше урочисто підняли Президент України Петро Порошенко та ліцеїст Київського військового ліцею імені Івана Богуна Данило Маковій з нагоди Дня Державного прапора України.

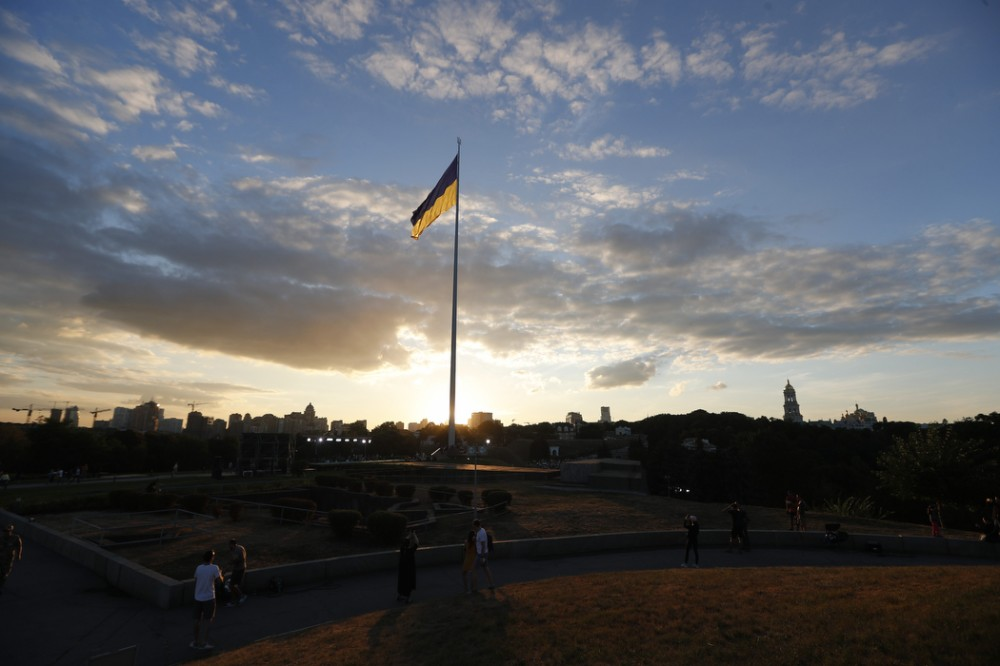
Найвищий флагшток із Державним Прапором України. м. Київ, 22 серпня 2020 року

22 серпня 2020 року у Києві на території Національного музею історії України у Другій світовій війні було піднято Державний Прапор України розміром 16×24 метри на флагштоці висотою 89,17 метрів і таким чином було перевершено попередні рекорди. В урочистому піднятті прапора взяв участь мер столиці Віталій Кличко, начальник Київського військового ліцею імені Івана Богуна Ігор Гордійчук, ветерани Російсько-української війни та громадські діячі.
У 2021 році у Офісі Президента виступили з ініціативою аби в всіх регіонах до 30-річчя незалежності України встановили Державні стяги. Потрібно зазначити, що розмір та суму фінансування кожен регіон має визначити самостійно. Депутати Хмельницької обласної ради вирішили, що Державний прапор на Хмельниччині має коштувати 5 мільйонів. Це буде найбільший жовто-блакитний стяг у регіоні. За таке рішення проголосувало 49 депутатів із 64.

## Схожі прапори
Не слід плутати прапор України з нижчеподаними прапорами, схожими на нього до ступеня змішання:

Земля Нижня Австрія
Місто Хемніц
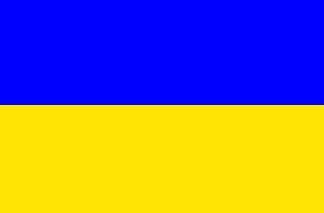
Місто Біберах-на-Рісі
Брауншвейг-Люнебурзьке герцогство (1235—1692) і Брауншвейг (1815—1918)
Місто Грифув-Шльонський
Гміна Стара Камениця
Штат Дхолпур (1806—1949)
Провінція Еррера
Далмація
Сопот (Польща)
Місто Лейпциг
Місто Кошиці